# Houtsoort

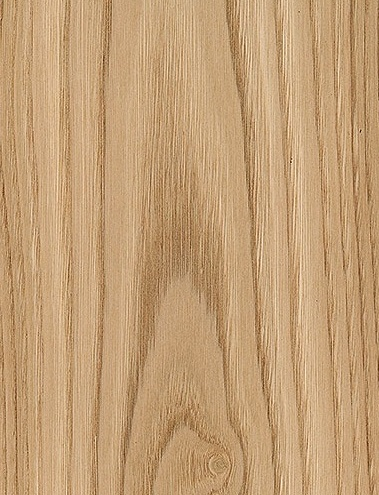
Kastanje, een houtsoort met een karakteristiek uiterlijk (dosse vlak)

Een houtsoort is wat als zodanig onderscheiden wordt van andere houtsoorten en apart verhandeld of behandeld wordt. Dit is een kwestie van (expliciete of impliciete) afspraak; zulke afspraken verschillen, afhankelijk van wie die houtsoort in handen heeft. Wat voor de een vier verschillende houtsoorten zijn, is er voor de ander slechts een.
Er bestaan voorbeelden van elke denkbare relatie tussen "een houtsoort" en "een boomsoort". Het kan zijn dat één boomsoort één houtsoort levert, maar bijvoorbeeld ook dat meerdere boomsoorten van één geslacht één houtsoort leveren, of meerdere geslachten één houtsoort, of dat plaatselijke vertegenwoordigers van meerdere geslachten één houtsoort leveren (terwijl vertegenwoordigers van dezelfde geslachten ook andere houtsoorten leveren), of dat plaatselijke vertegenwoordigers van één boomsoort (van verschillende plaatsen) meerdere houtsoorten leveren. In sommige gevallen (met name bij wortelhout) is het mogelijk dat verschillende delen van een en dezelfde boom als verschillende houtsoorten ver- en behandeld worden.
Voor de bekendste houtsoorten bestaan genormeerde afspraken over wat er met een bepaalde naam bedoeld wordt.

## Hoofdgroepen
Meestal wordt hout in twee hoofdgroepen onderscheiden:
LoofhoutLoofhout is afkomstig van loofbomen (behorend tot de bedektzadigen of angiospermen). In het Engels heet dit "hardwood", wat niets zegt over de hardheid van het hout; er zijn ook loofbomen die zacht hout leveren zoals linde, populier en wilg. In het Nederlands wordt "hardhout" veelal gebruikt in de samenstelling "tropisch hardhout", voor wat zwaardere houtsoorten uit de tropen, zoals bijvoorbeeld azobé, afkomstig uit tropische bossen in Afrika.
NaaldhoutNaaldhout is afkomstig van naaldbomen (behorend tot de naaktzadigen of gymnospermen). Naalden zijn een vorm van bladeren. Naaldbomen kunnen ook schubvormige bladeren hebben of brede 'naalden'. Naaldbomen zijn vaak het hele jaar door groen en groeien voornamelijk in de gematigde streken en in de bergen op grotere hoogtes. In het Engels heet naaldhout "softwood" en soms wordt in het Nederlands ook wel "zachthout" gebruikt. Vaak is naaldhout lichter en zachter dan loofhout, al is het zachtste loofhout zachter dan het zachtste naaldhout. Net als bij loofhout is de boomsoort en het groeiklimaat bepalend voor de hardheid van het hout. De in Nederland meest gebruikte soorten naaldhout zijn vuren (afkomstig van Picea abies; fijnspar) en grenen (afkomstig van Pinus sylvestris; grove den). Lariks (afkomstig van Larix-soorten; lork) is evenals grenen een duurzame naaldhoutsoort. Het witte dennen van de naaldboom Abies komt in Nederland weinig voor.
Daarnaast leveren ook sommige eenzaadlobbigen houtige producten, zoals de stam van de kokospalm en de stengels van diverse bamboes. Of dit ook houtsoorten genoemd mogen worden, daarover willen de meningen wel verschillen.

## Naamgeving
Voor wie niet ingevoerd is kan de naamgeving van houtsoorten aanleiding geven tot verwarring. Een deel van de verwarring  komt omdat verschillende landen verschillende gebruiken hebben om houtsoorten te benoemen. Zo kent het Engels vele namen met het woordelement "pine" (pijnboomhout) en ook de nodige met "oak" (eiken), voor allerlei houtsoorten die botanisch niets met elkaar te maken hebben.
Ook is het zo dat bepaalde begrippen een grote naam hebben en breed gebruikt worden. Zo is het mogelijk om over eiken te spreken, in brede zin (het hout van loofverliezende Quercus- soorten), maar meer gebruikelijk duidt eiken op "Europees eiken" (het hout van Quercus robur en Quercus petraea); ook kan men het hebben over "inlands eiken" of "Slavonisch eiken" (met dezelfde botanische herkomst als Europees eiken, maar vanuit een bepaald herkomst-gebied, met te onderscheiden kenmerken).
Ook de gebruikte bijvoeglijk naamwoorden kunnen aanleiding geven tot verwarring. Zo geeft "Frans eiken" een herkomstgebied aan (uit Frankrijk), maar is "Frans grenen" gekoppeld aan botanische herkomst (van Pinus pinaster).
Voor de bekendste houtsoorten bestaan genormeerde afspraken over wat er met een bepaalde naam bedoeld wordt. Afzonderlijke landen kunnen hun eigen genormeerde afspraken hebben, en daarnaast bestaan internationale normen.

## Hout herkennen
Het onderscheid tussen verschillende houtsoorten is niet heel eenvoudig. Als het gaat om een beperkt aantal houtsoorten uit een klein herkomstgebied zijn de belangrijkste soorten redelijk te onderscheiden voor iedereen die daarin getraind is: bijvoorbeeld de van nature in Nederland of België voorkomende bosbomen. Maar in uitgestrekte landen als Brazilië en Indonesië, met grote bosoppervlakten, ligt de zaak anders.
Door de grote diversiteit van tropische wouden en het naast elkaar voor kunnen komen van tientallen soorten uit dezelfde plantengeslachten is het in de praktijk vaak niet mogelijk om een onderscheid te maken op soortniveau. Denk bijvoorbeeld aan meranti, een groep handelshout waarbinnen onder andere rode, witte en gele meranti kunnen worden onderscheiden. Elk daarvan (bijvoorbeeld rode meranti) omvat nog steeds enkele tientallen soorten. Vergelijk ook handelsbenamingen als gerutu, balau en lauan.

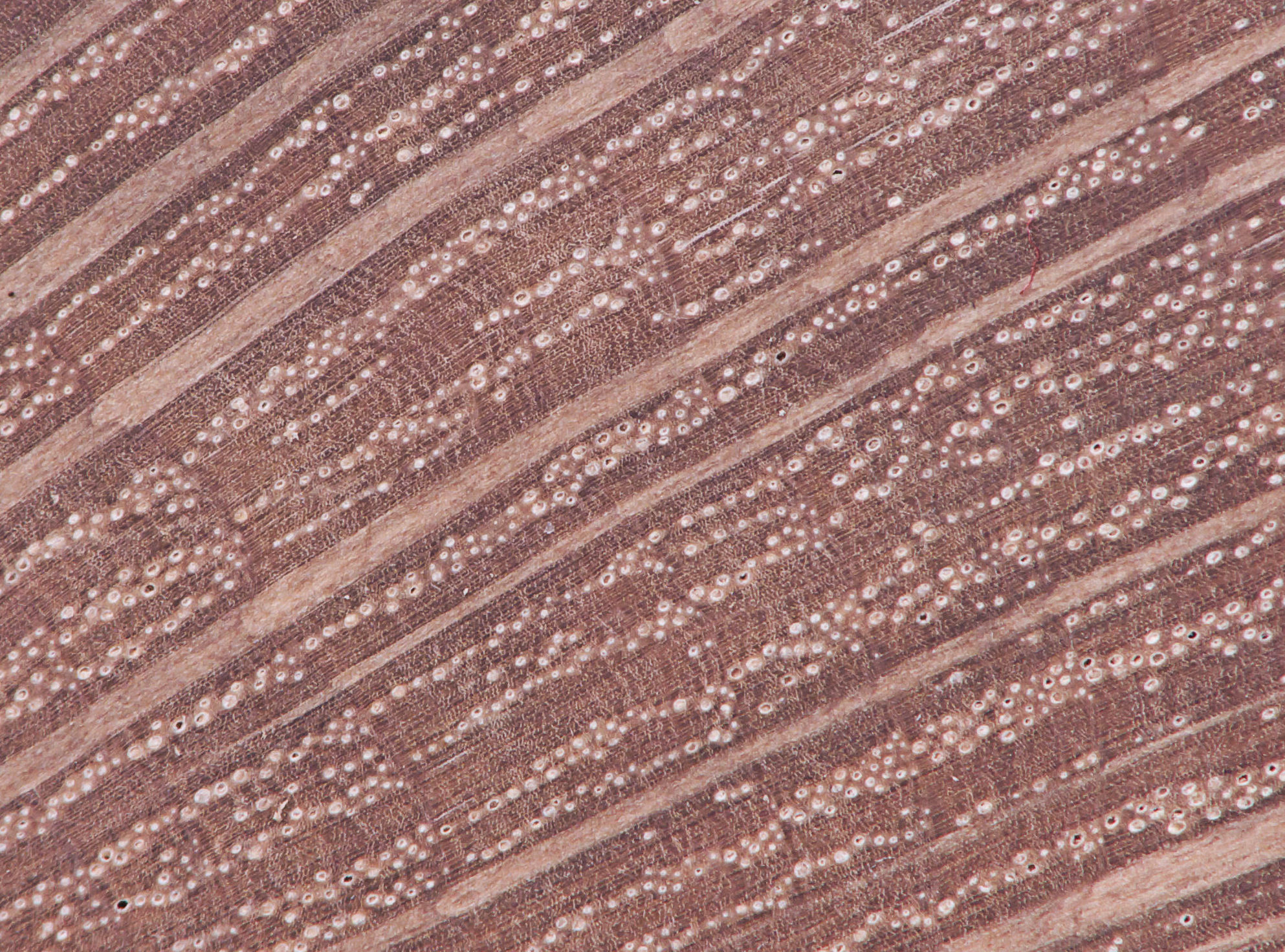
Dwarsdoorsnede steeneik.

### Anatomie
Met behulp van houtanatomie is het in veel gevallen mogelijk om deze soortengroepen, of soms zelfs wel de soort, vast te stellen. Men kan op diverse niveaus naar de anatomie van hout kijken: met de loep, met de microscoop, of met een elektronenmicroscoop. De structuur van het hout kan betrouwbare gegevens opleveren voor de identificatie.
Sommige aspecten van de microstructuur zijn per soort betrekkelijk tot zeer constant, vergeleken met de macrostructuur; hout van dezelfde soort kan, afhankelijk van de groeiplaats en de weeromstandigheden zeer verschillend lijken terwijl de microstructuur weinig varieert. De microstructuur kan soms ook direct waarneembaar zijn, zonder hulpmiddelen. Hoe kleiner de houtvaten zijn, des te 'fijner is de nerf'.

### Kleur
De kleur van hout hangt veelal samen met kleurstoffen in bepaalde cellen. Overigens zijn die kleurstoffen er niet voor het mooi; ze zijn meestal enigszins tot uiterst giftig en dienen om vraat door 'beestjes' binnen de perken te houden. De volumieke massa (bij hout wordt het gewicht niet uitgedrukt in een soortelijk gewicht maar in volumieke massa) hangt samen met de dikte van de celwanden, hoe dikker deze zijn, hoe zwaarder het hout is.
Een donkere kleur kan samengaan met een hoge volumieke massa, bijvoorbeeld bij pokhout (Guaiacum sanctum, etc), ebben (Diospyros-soorten), basralocus (Dicorynia guianensis), angelim vermelho (Dinizia excelsa), Afrikaans grenadille (Dalbergia melanoxylon) en vele Acacia- en Eucalyptus- soorten. Maar ook licht gekleurde houtsoorten kunnen zwaar en hard zijn, zoals palmhout (Buxus sempervirens), de vele Diospyros-soorten die geen zwart kernhout vormen, en Indisch satijnhout (Chloroxylon swietenia). De donkere soorten bezitten meer of andere kleurstoffen dan de lichtgekleurde soorten.
In de praktijk worden zeer veel fouten met de determinatie gemaakt, al dan niet expres. Vanwege de soms grote commerciële belangen kan het voordelig zijn om hout een onjuiste naam te geven.

## Kundigheid
De kort na 1930 opgerichte International Association of Wood Anatomists (IAWA) -een vereniging van mensen die doen aan houtanatomie (in de brede zin des woords)- bevordert de kennis van hout op microniveau. Deze wetenschappelijke vereniging geeft viermaal per jaar haar IAWA Journal uit waarin thema's uit de houtanatomie worden besproken. Onder auspiciën van deze vereniging is ook een database, Inside Wood, opgezet waarmee men aan de hand van micro-kenmerken hout kan proberen te determineren. Hierbij is wel veel voorkennis vereist.
Op amateur-niveau bestaat de Nederlandse vereniging van Houtsoortenverzamelaars (NEHOSOC, opgericht 1947): deze bevordert het verzamelen van houtmonsters; ook verzorgt ze studiedagen met lezingen over en oefening in houtanatomie. Het verenigingsblad heet De houtverzamelaar. In Vlaanderen bestaat de Houtstudiecentrum voor het Technisch Onderwijs (HCTO, opgericht in 1958),: dit is een meer op de houtvakman gerichte vereniging waar men aan houtherkennen doet en vele Technische mededelingen heeft uitgegeven. In de USA bestaat de International Wood Collectors Society (IWCS, opgericht in 1947, enkele maanden na de Nederlandse vereniging): de IWCS geeft het tijdschrift World of Wood uit.

## Voorbeelden van loofhout
| Houtsoort               | Boom                  | Wetenschappelijke naam       | Volumieke massa kg/m3 |
| ----------------------- | --------------------- | ---------------------------- | --------------------- |
| acacia                  |                       | Acacia spp.                  | 730-900               |
| afzelia                 |                       | Afzelia spp.                 | 730-900               |
| Amerikaans hard esdoorn | Suikeresdoorn         | Acer saccharum               | 530-720               |
| appelhout               | Appelboom             | Malus sylvestris             | 540-810               |
| azobé                   |                       | Lophira alata                | 940-1100              |
| azijnhout               | Steeneik              | Quercus ilex                 | 800-1100              |
| balsa                   | Balsaboom             | Ochroma pyramidale           | 40-300                |
| beuken                  | Beuk                  | Fagus sylvatica              | 700                   |
| berken                  | Berk                  | Betula spp.                  | 650                   |
| bilinga                 | Bilinga               | Nauclea trillesii            | 750-850               |
| ebben                   |                       | Diospyros spp.               | 1200                  |
| eiken                   | Eik                   | Quercus spp.                 | 700                   |
| esdoorn                 | Europese esdoorn      | Acer spp.                    | 610                   |
| essen                   | Es                    | Fraxinus excelsior           | 530-830               |
| kastanje                | Tamme kastanje        | Castanea sativa              | 550                   |
| kersen                  | Amerikaanse vogelkers | Prunus serotina              | 500-600               |
| kersen                  | Zoete kers            | Prunus avium                 | 600                   |
| linden                  | Linde                 | Tillia spp.                  | 540                   |
| mahonie                 |                       | Swietenia spp.               | 550-750               |
| massaranduba            |                       | Manilkara spp.               | ?                     |
| meranti                 |                       | Shorea spp.                  | 640-860               |
| merbau                  |                       | Intsia spp.                  | 800-900               |
| Iroko                   |                       | Milicia spp.                 | 650-870               |
| noten                   | Walnoot               | Juglans spp.                 | 610-770               |
| paardenkastanjehout     | Paardenkastanje       | Aesculus hippocastanum       | 540                   |
| palmhout                | Buxus                 | Buxus sempervirens           | 940-1050              |
| perenhout               | Gewone peer           | Pyrus communis               | 700                   |
| pokhout                 |                       | Guaiacum spp.                | 1200-1500             |
| populieren              | Populier              | Populus spp                  | 450                   |
| padoek                  | Padouk                | Pterocarpus soyauxii Taubert | ?                     |
| robinia                 | Robinia               | Robinia pseudoacacia         | 540-860               |
| Sapupira                | sapupira              | Angelim da Mara              | 680-1000              |
| teak                    | Teakboom              | Tectona grandis              | 630-680               |
| wilgen                  | Wilg                  | Salix spp.                   | 450                   |
| wengé                   |                       | Millettia laurentii          | 750-1000              |

## Voorbeelden van naaldhout
| Houtsoort            | Boom          | Wetenschappelijke naam | volumetrische massa (kg/m3) |
| -------------------- | ------------- | ---------------------- | --------------------------- |
| grenen               | Grove den     | Pinus silvestris       | 510                         |
| lariks               | Europese lork | Larix decidua en spp.  | 530-580                     |
| douglas              | Douglasspar   | Pseudotsuga menziesii  | 530                         |
| vuren                | Fijnspar      | Picea                  | 450                         |
| hemlock              | Hemlockspar   | Tsuga spp.             | 450                         |
| parana pine          |               | Araucaria angustifolia | 480-640                     |
| pin des landes       | Zeeden        | Pinus pinaster         |                             |
| pitch pine           | Den           | Pinus spp.             | 630                         |
| southern yellow pine | Den           | Pinus spp.             | diverse soorten             |

## Afbeeldingen van hout

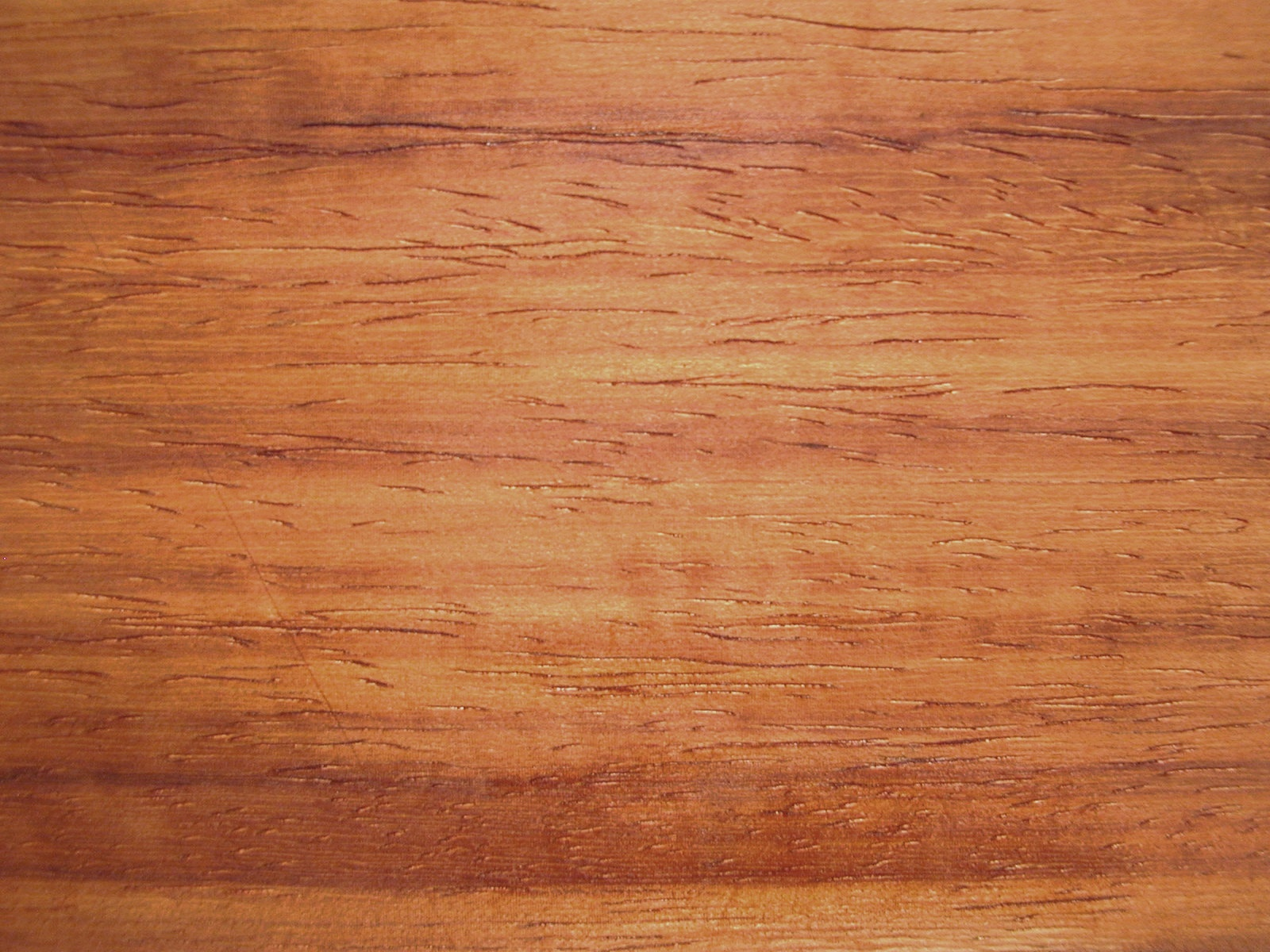
Afrikaans padoek
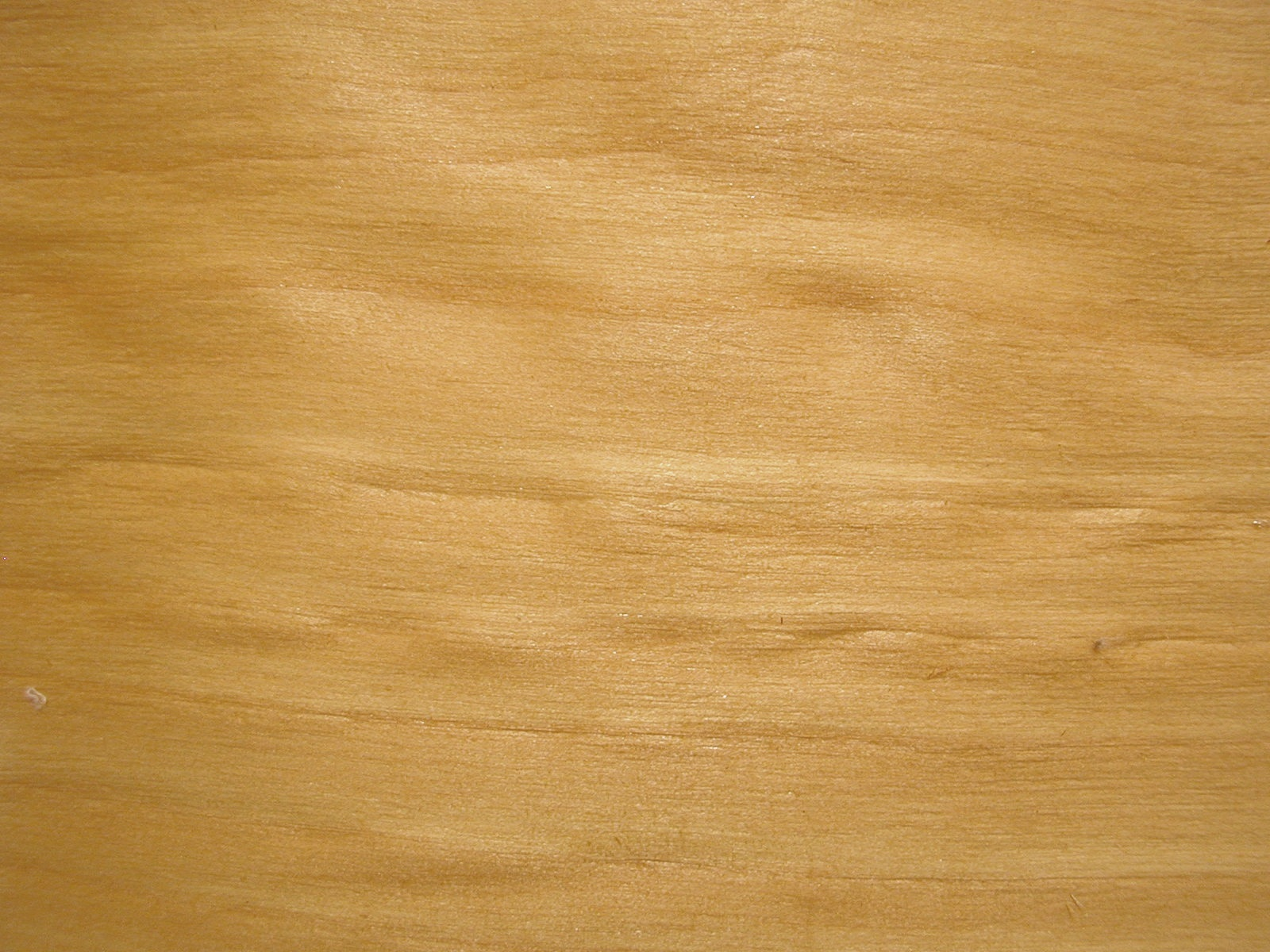
Berken
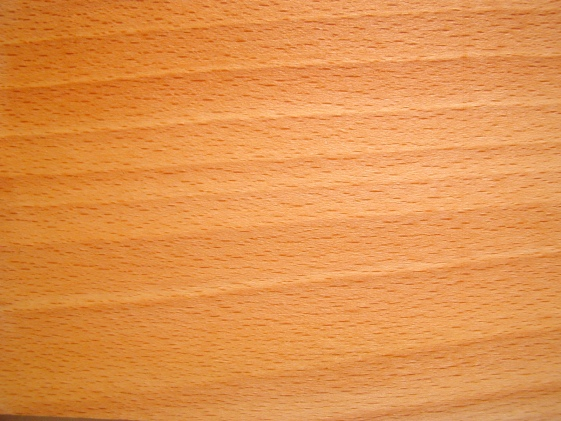
Beuken
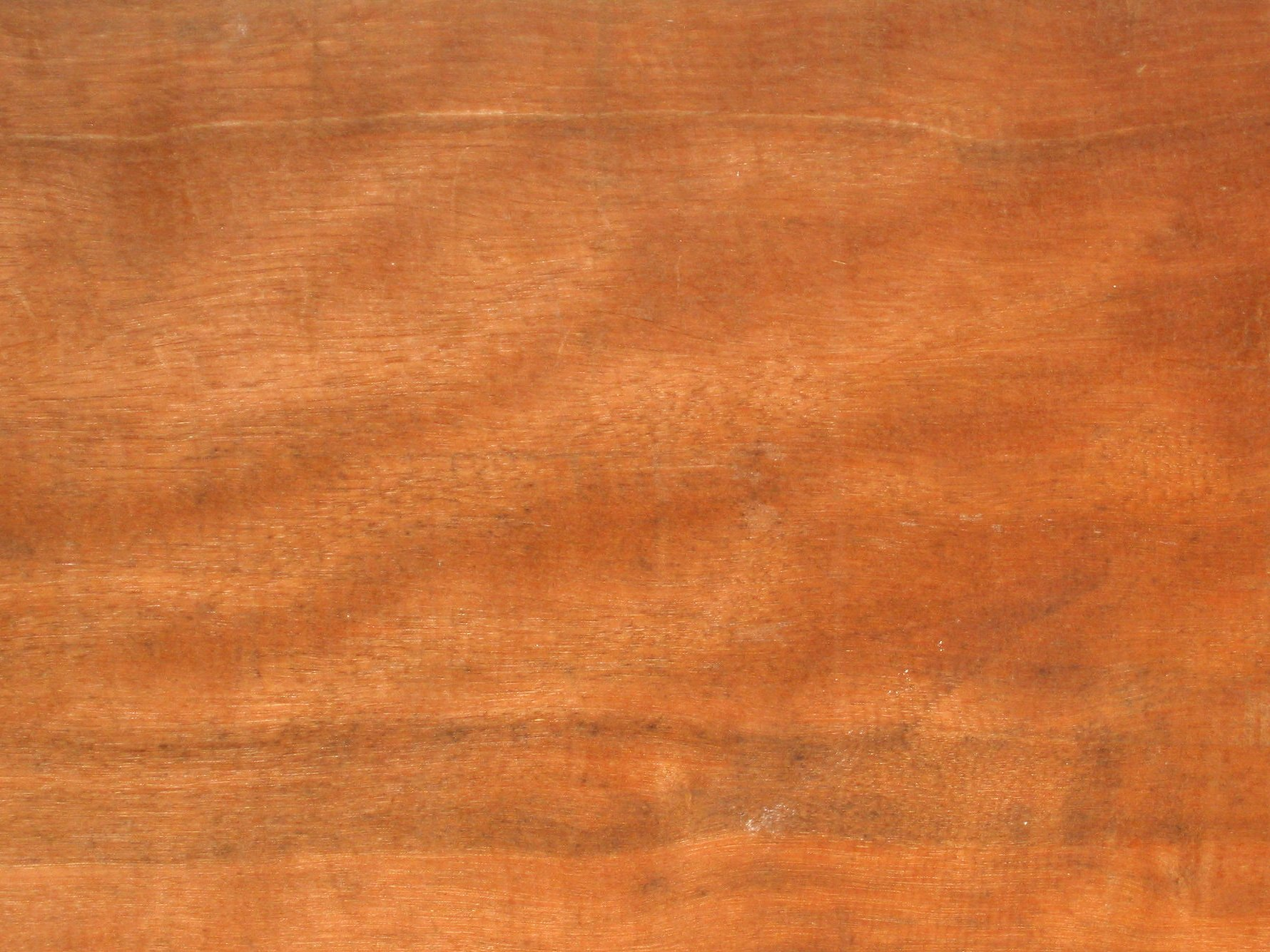
Bilinga
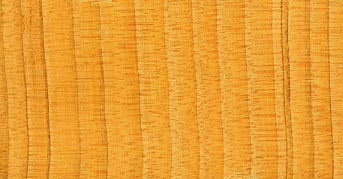
Ceder
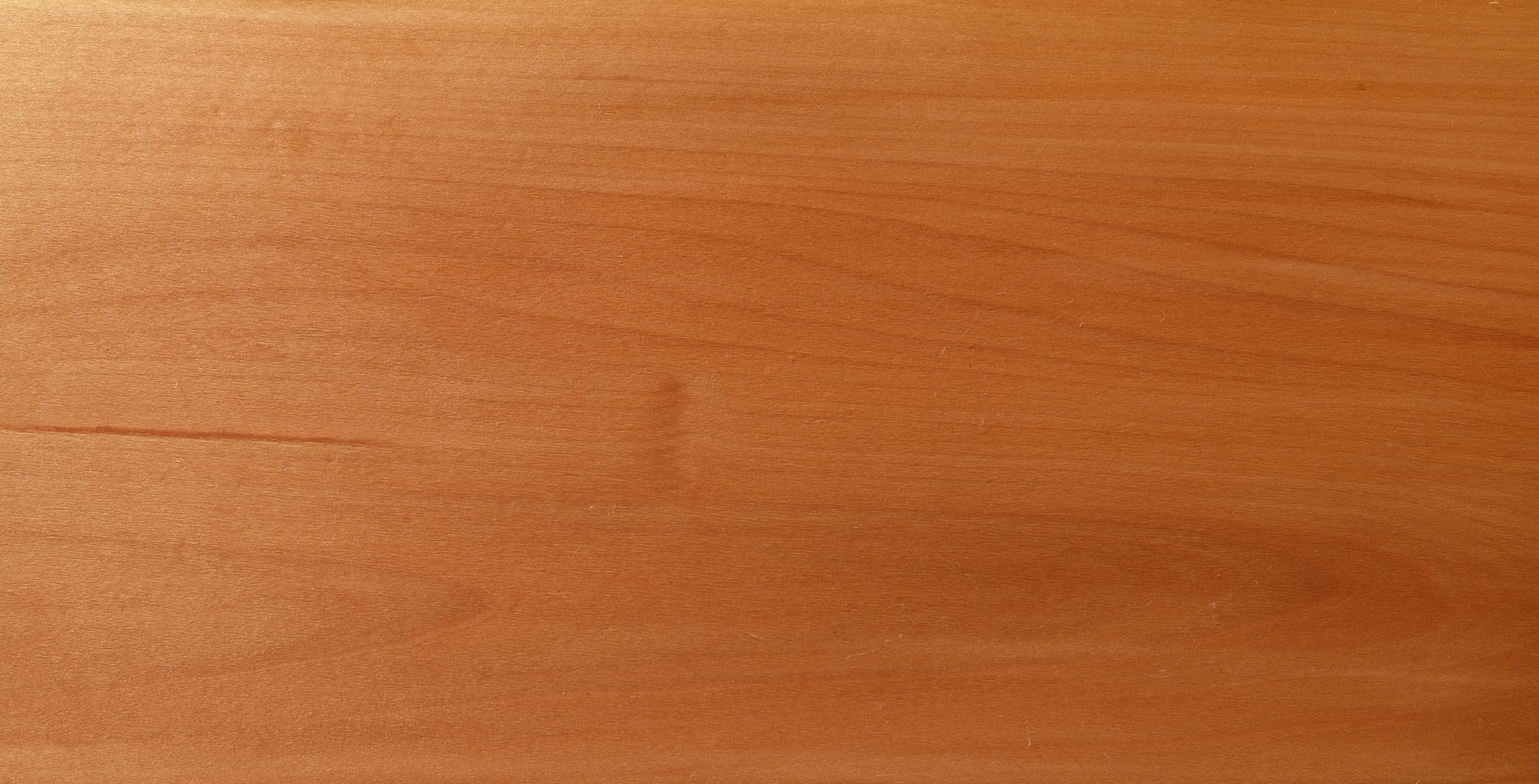
Elsbes
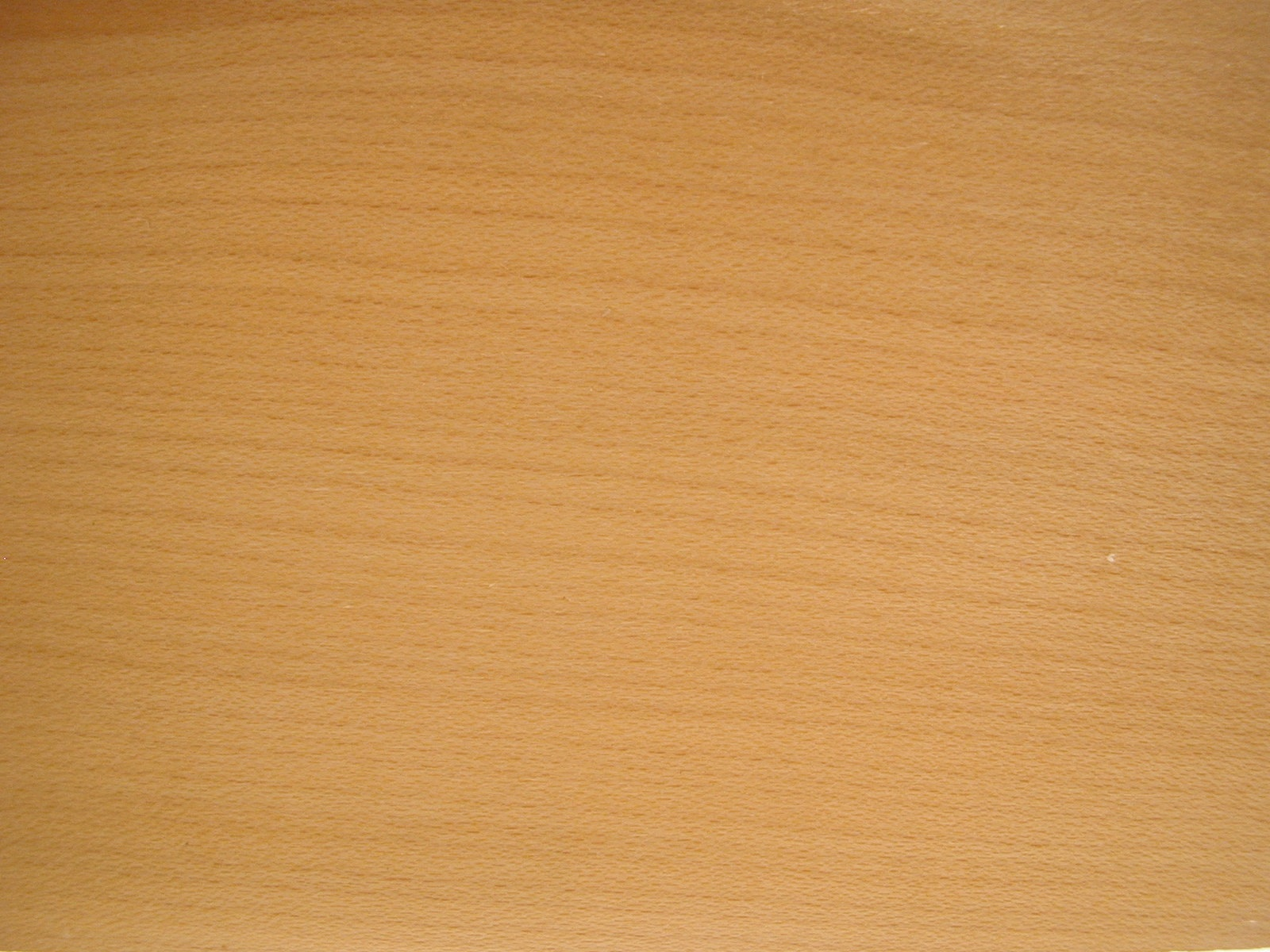
Esdoorn
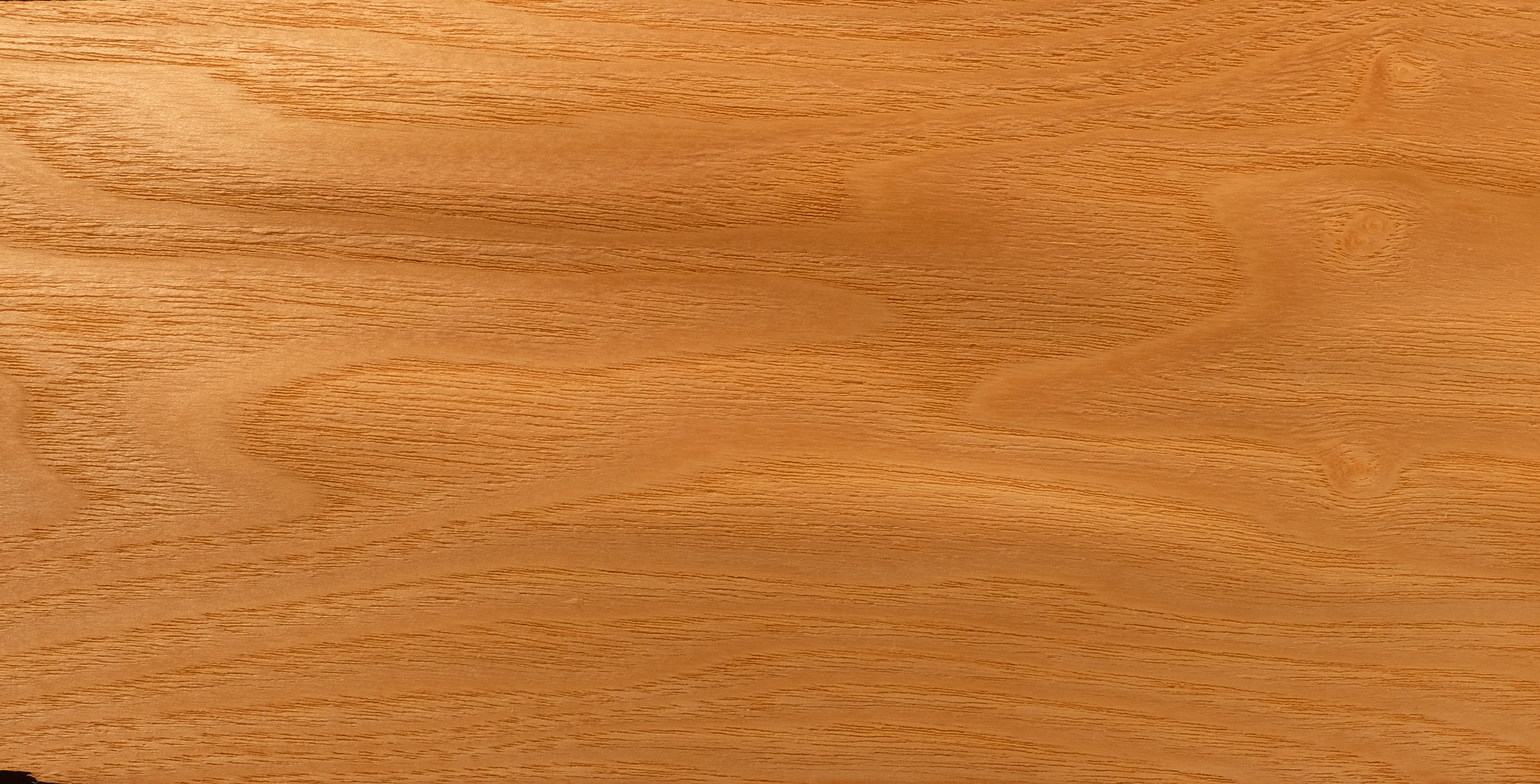
Essen
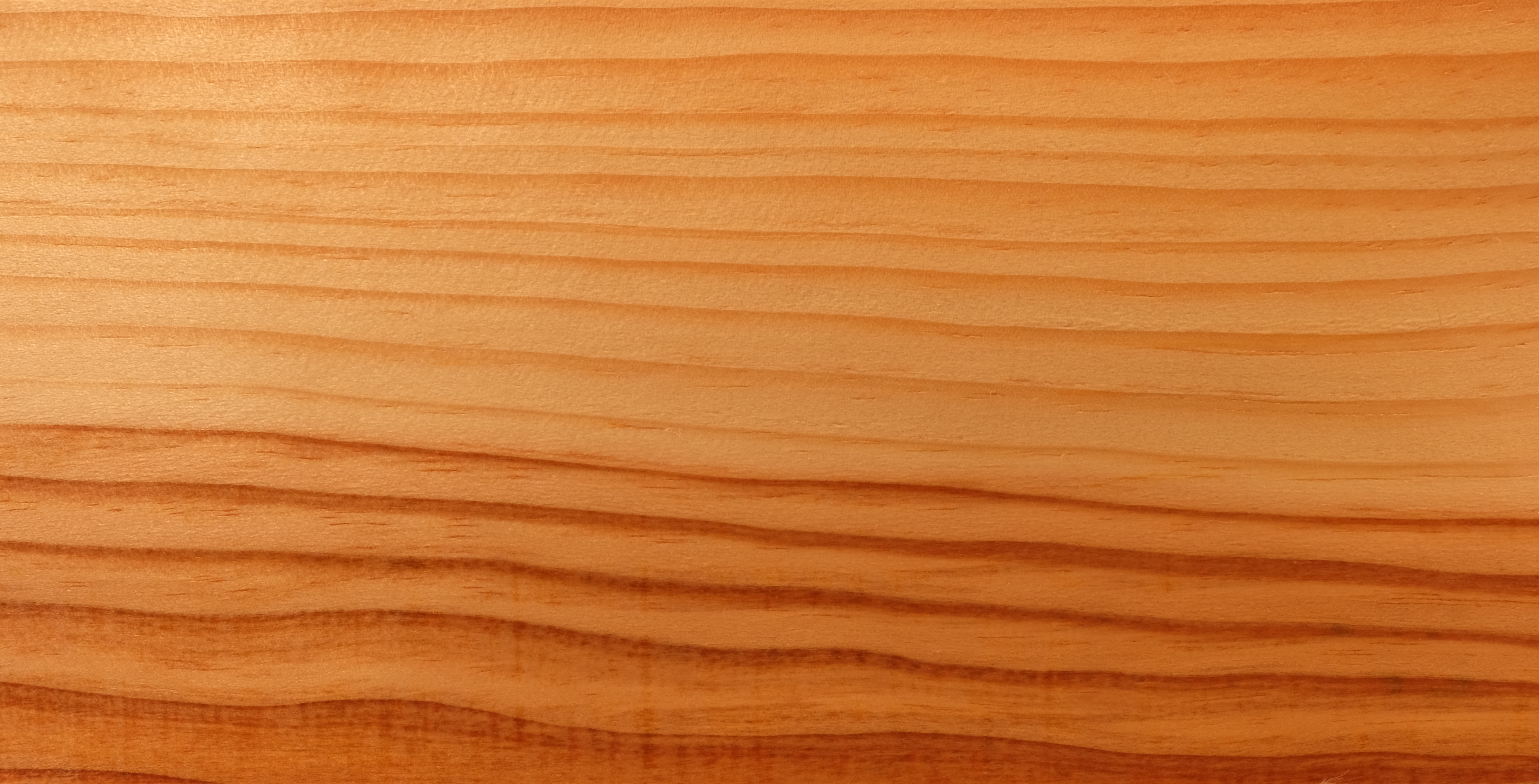
Grenen
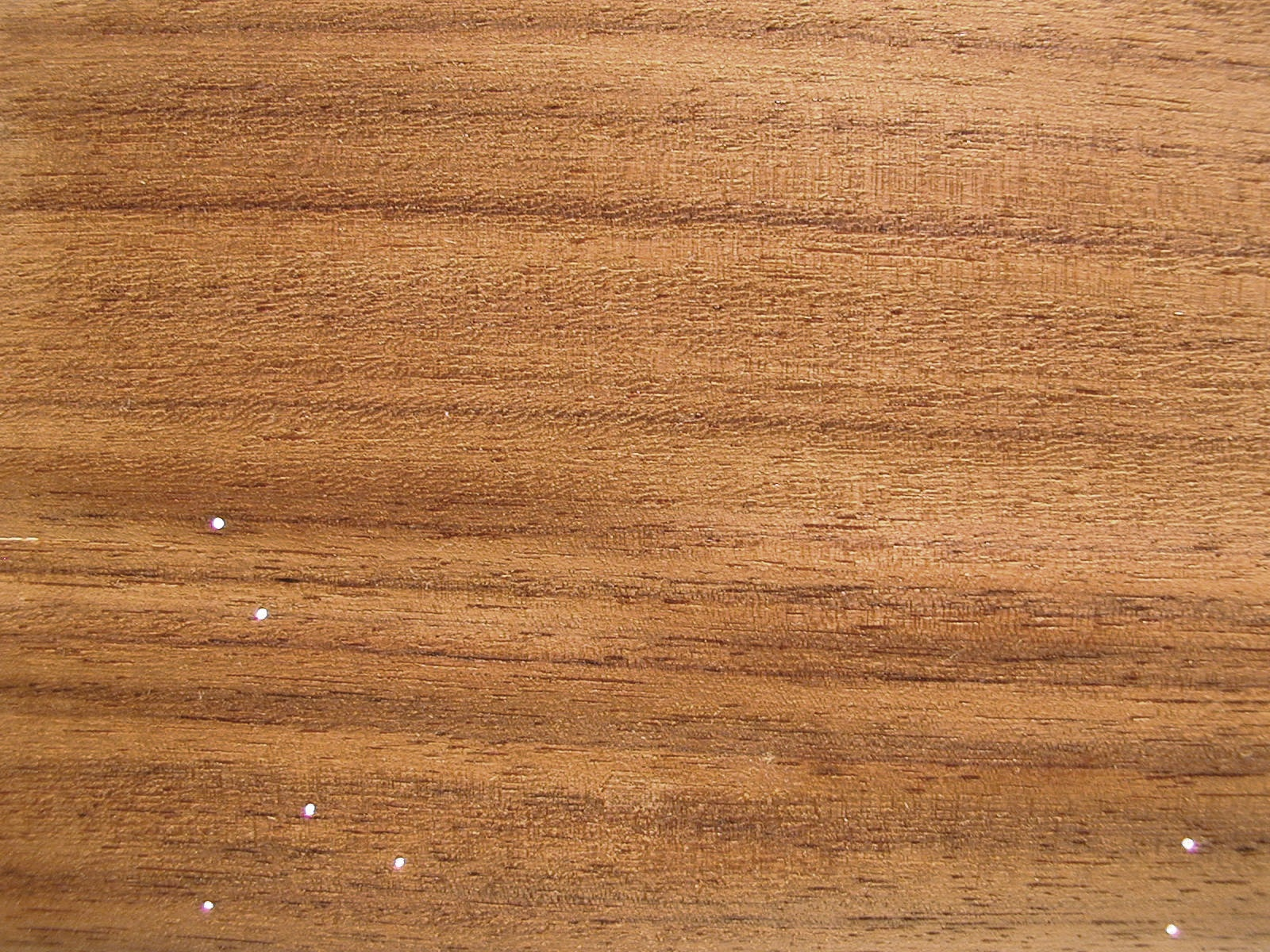
Indisch Palissander
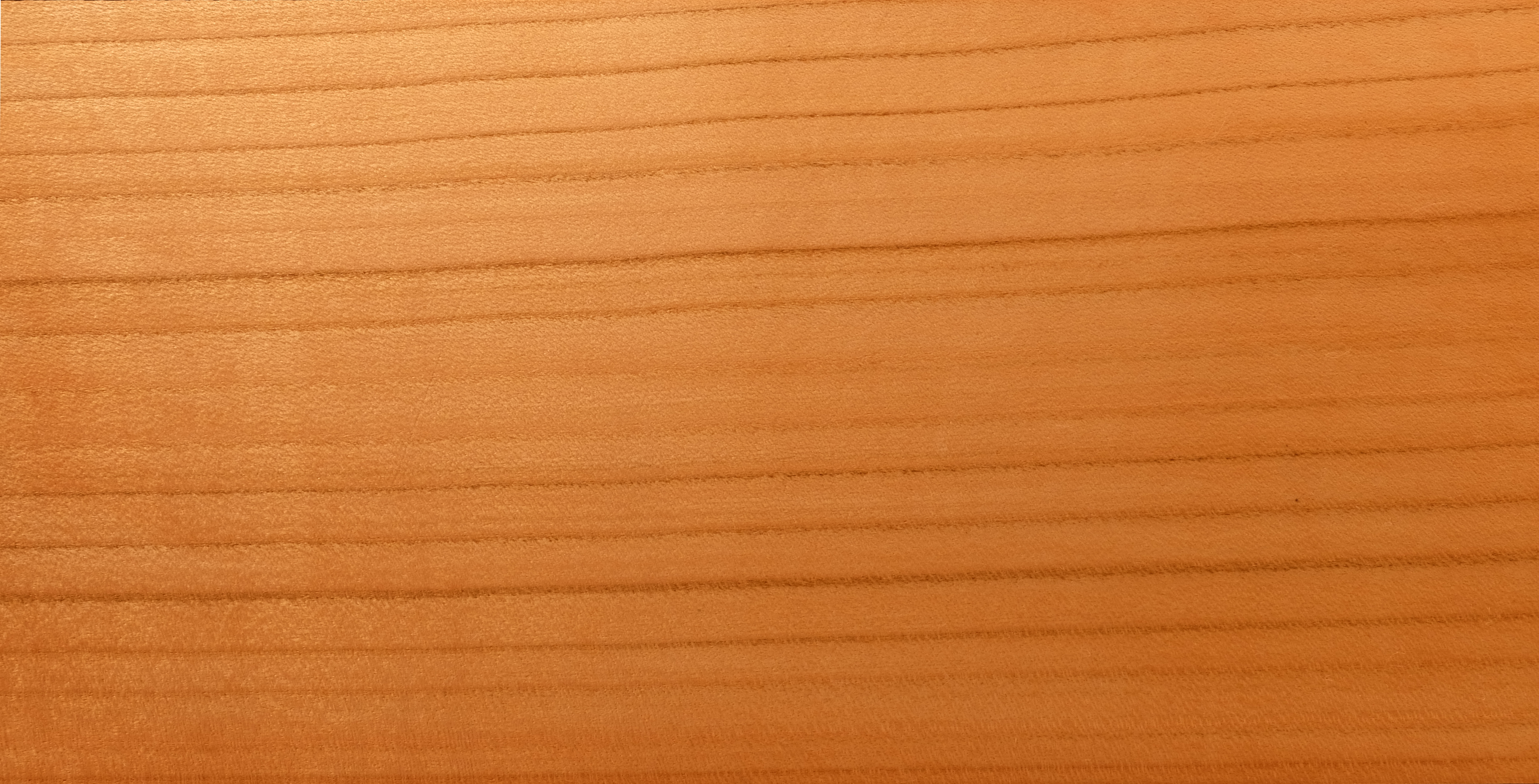
Kersen
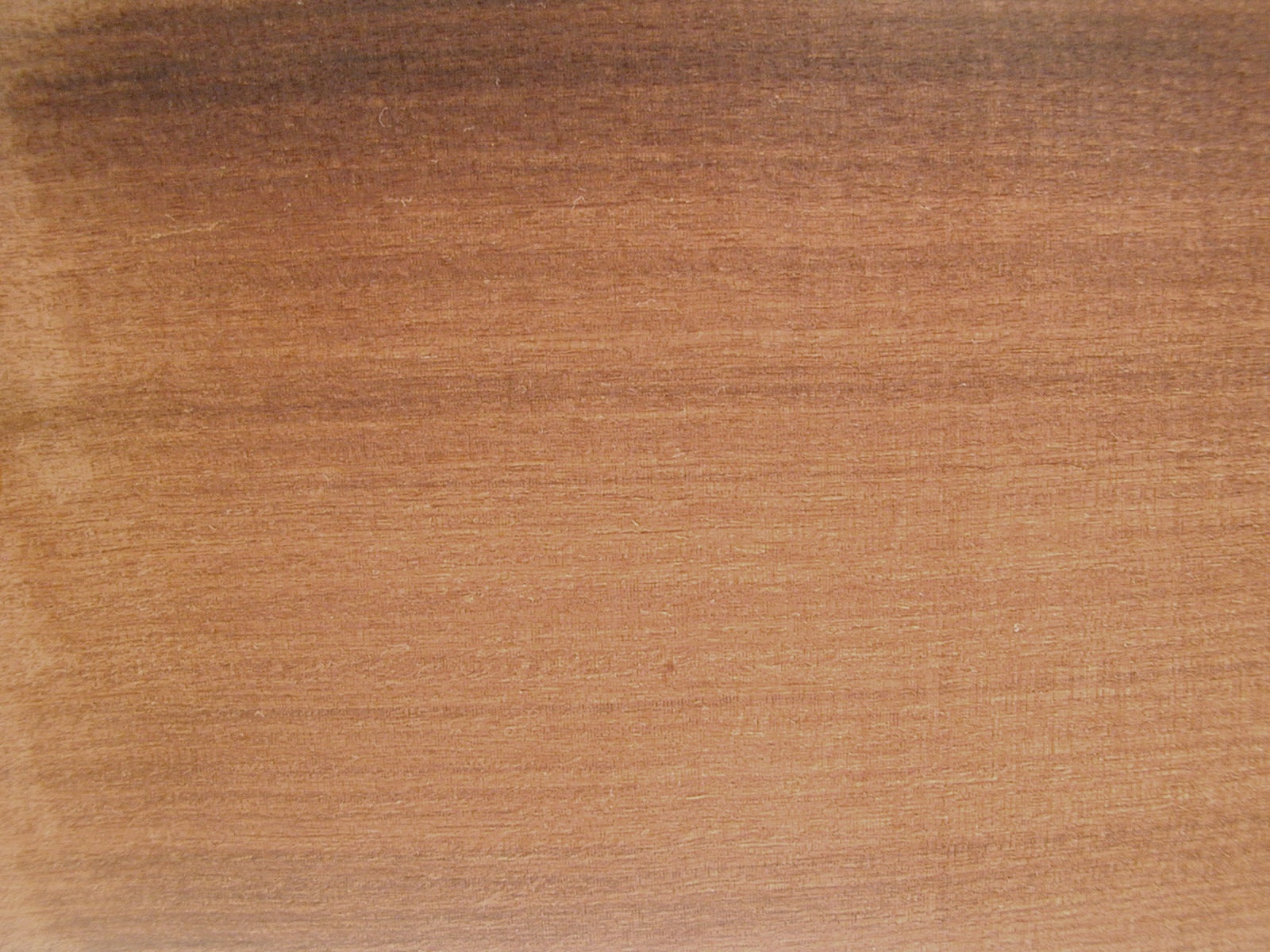
Mansonia
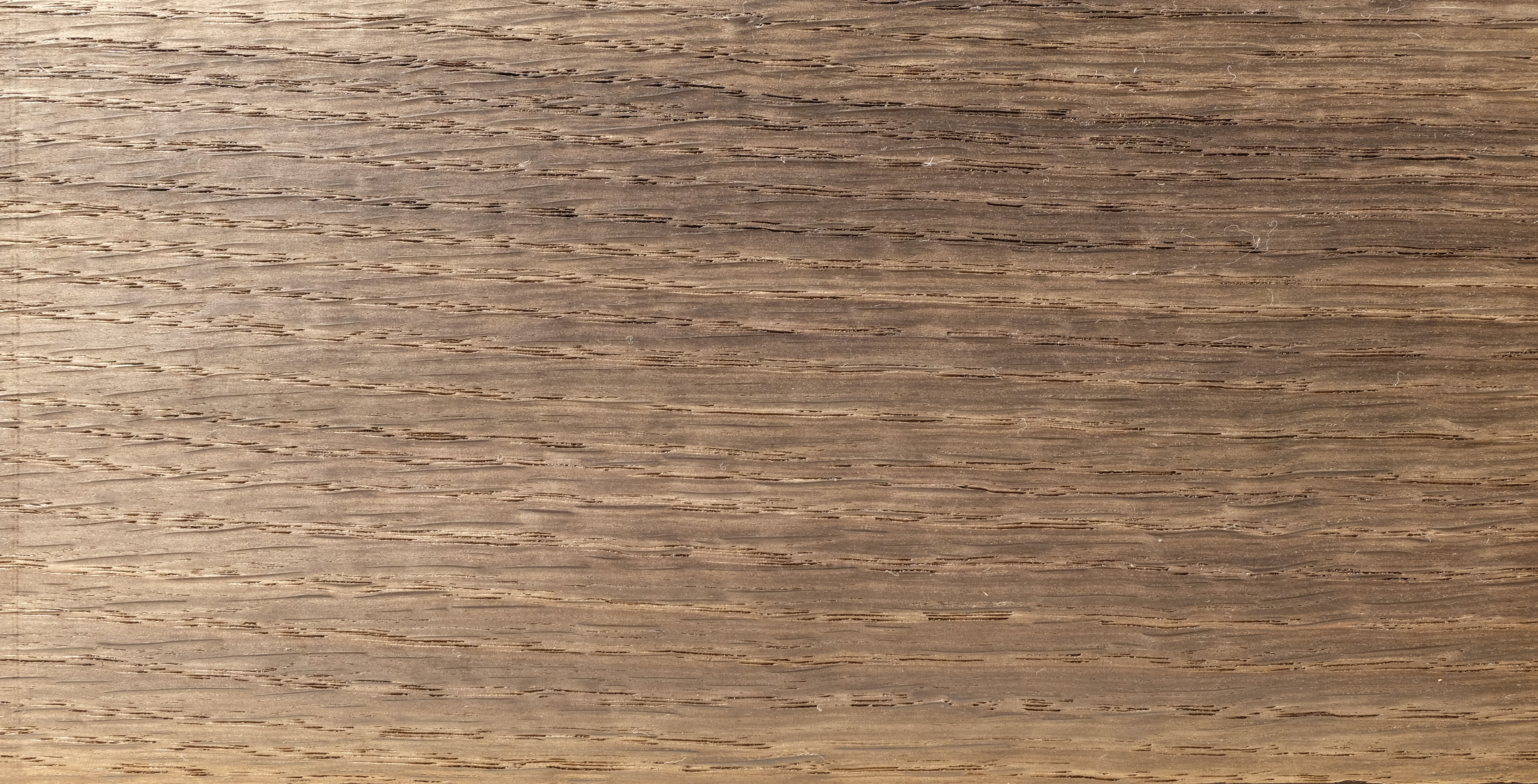
Moeraseik
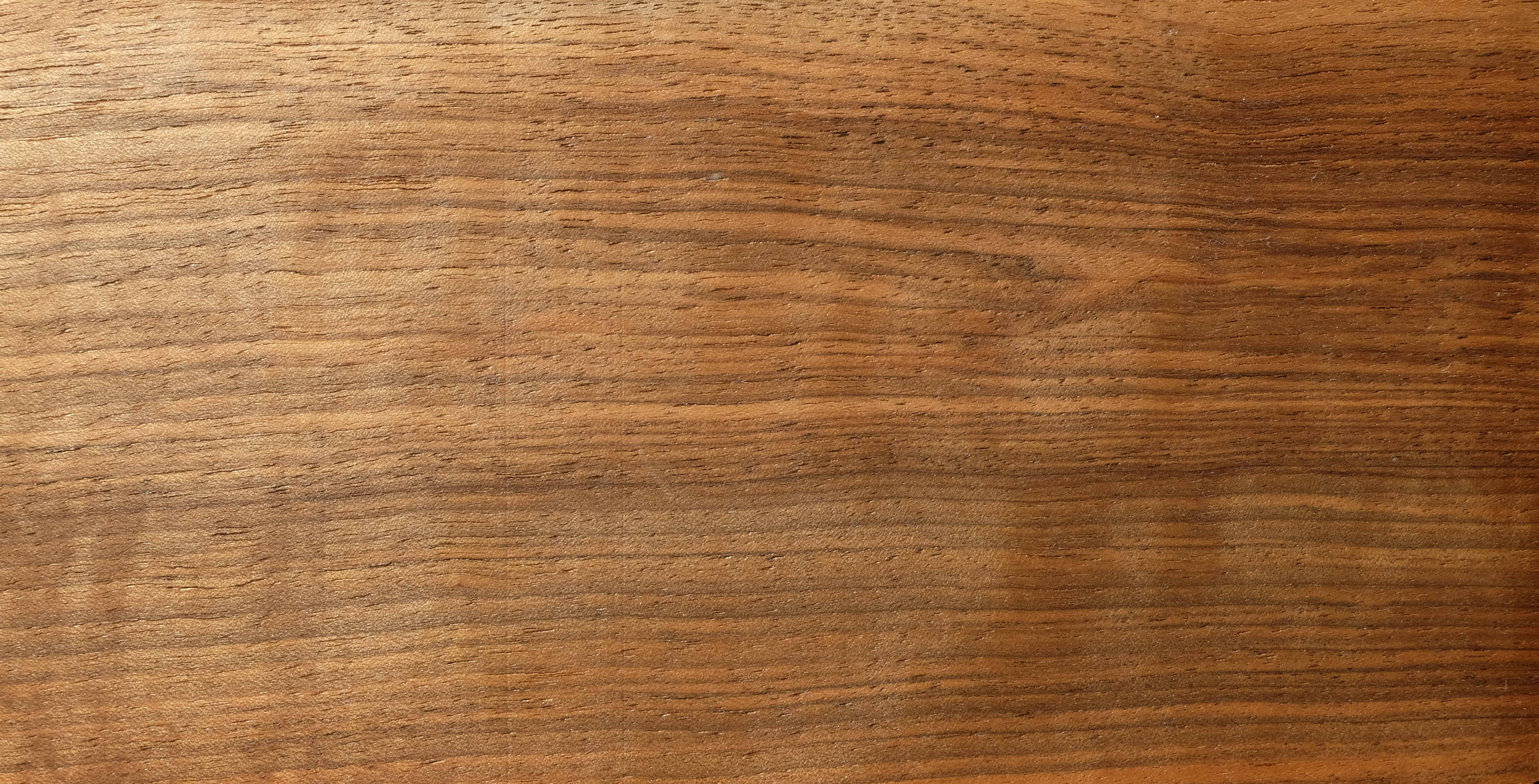
Noten
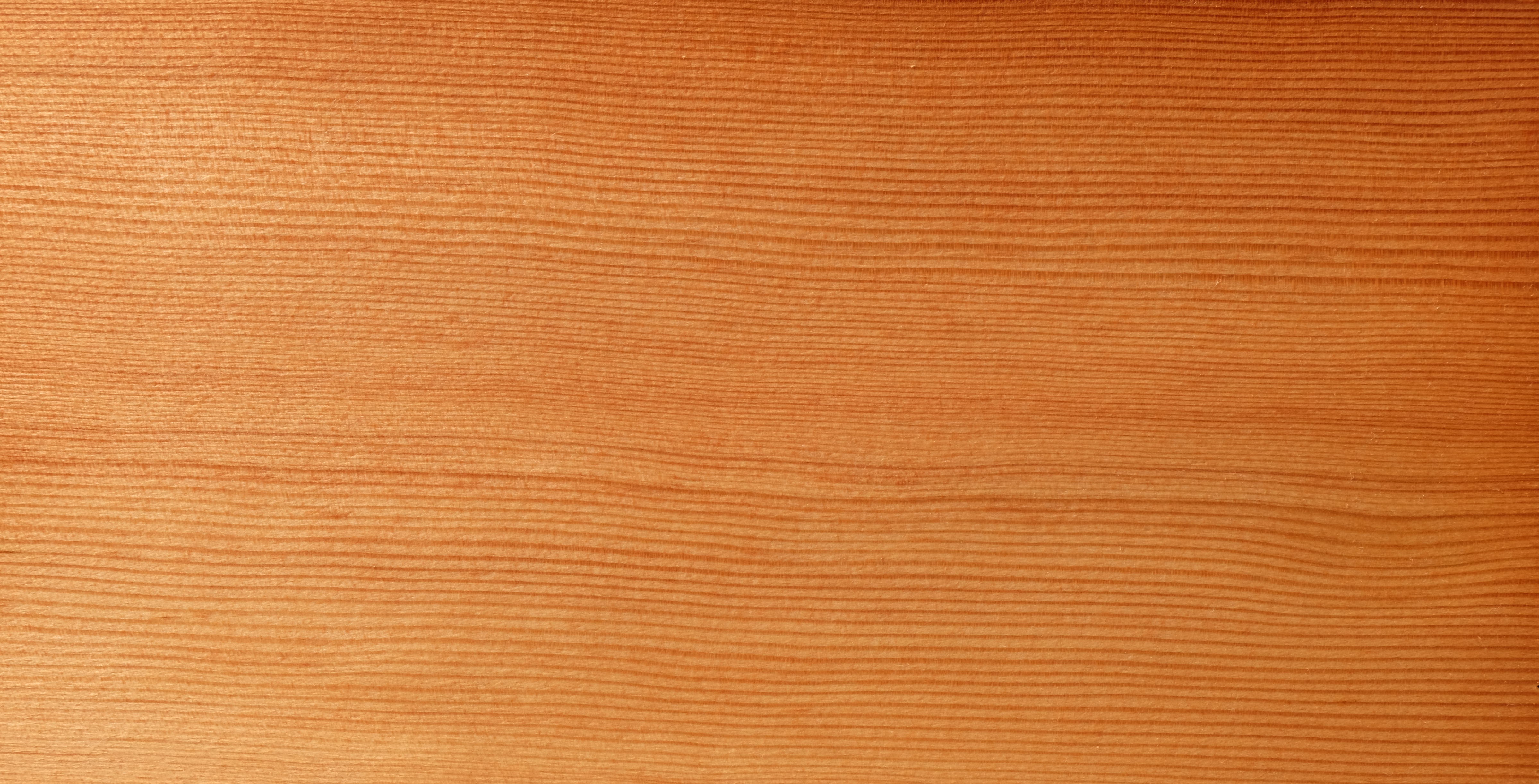
Oregon pine
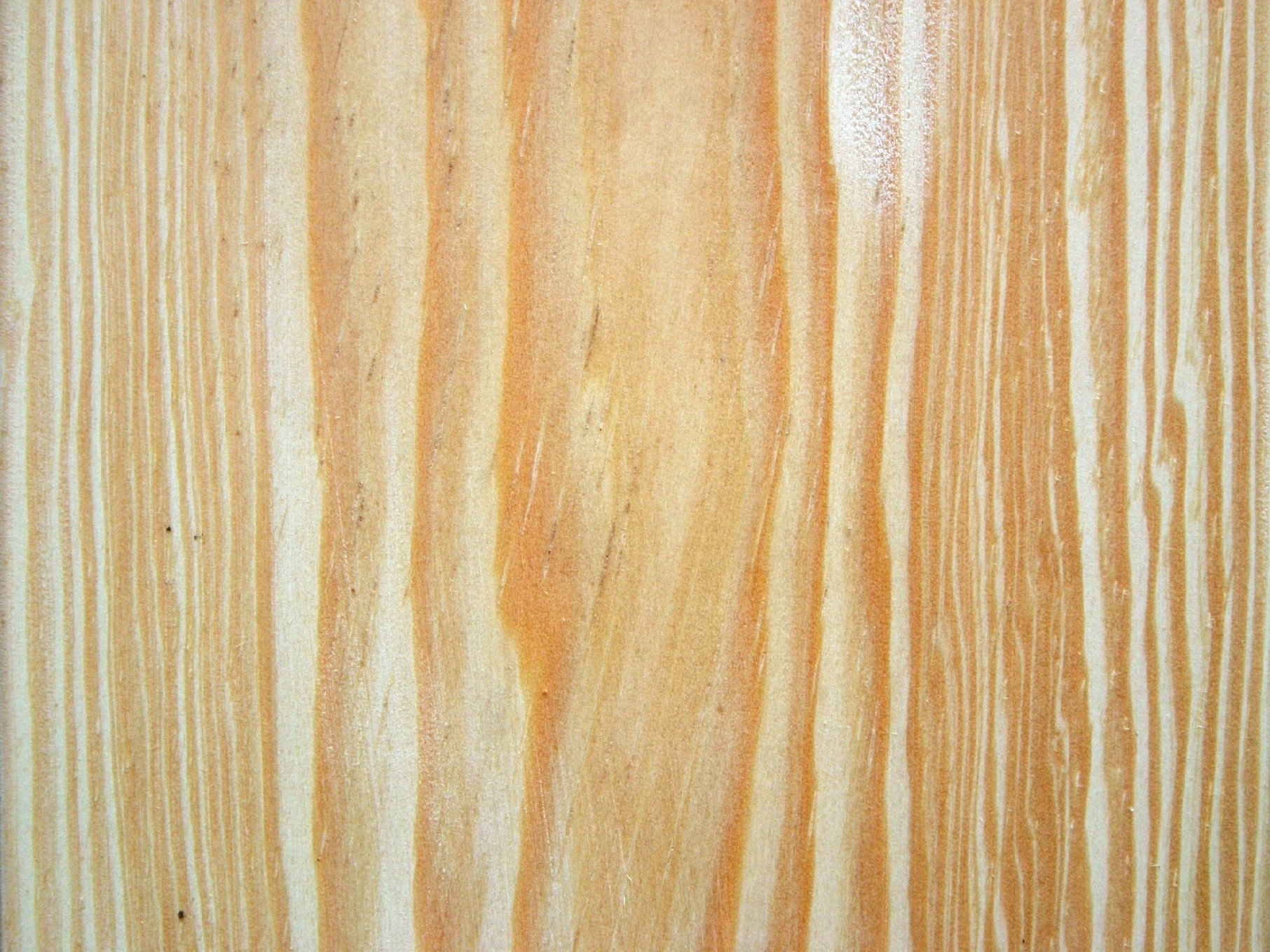
Pijnboom (Pinus canariensis)
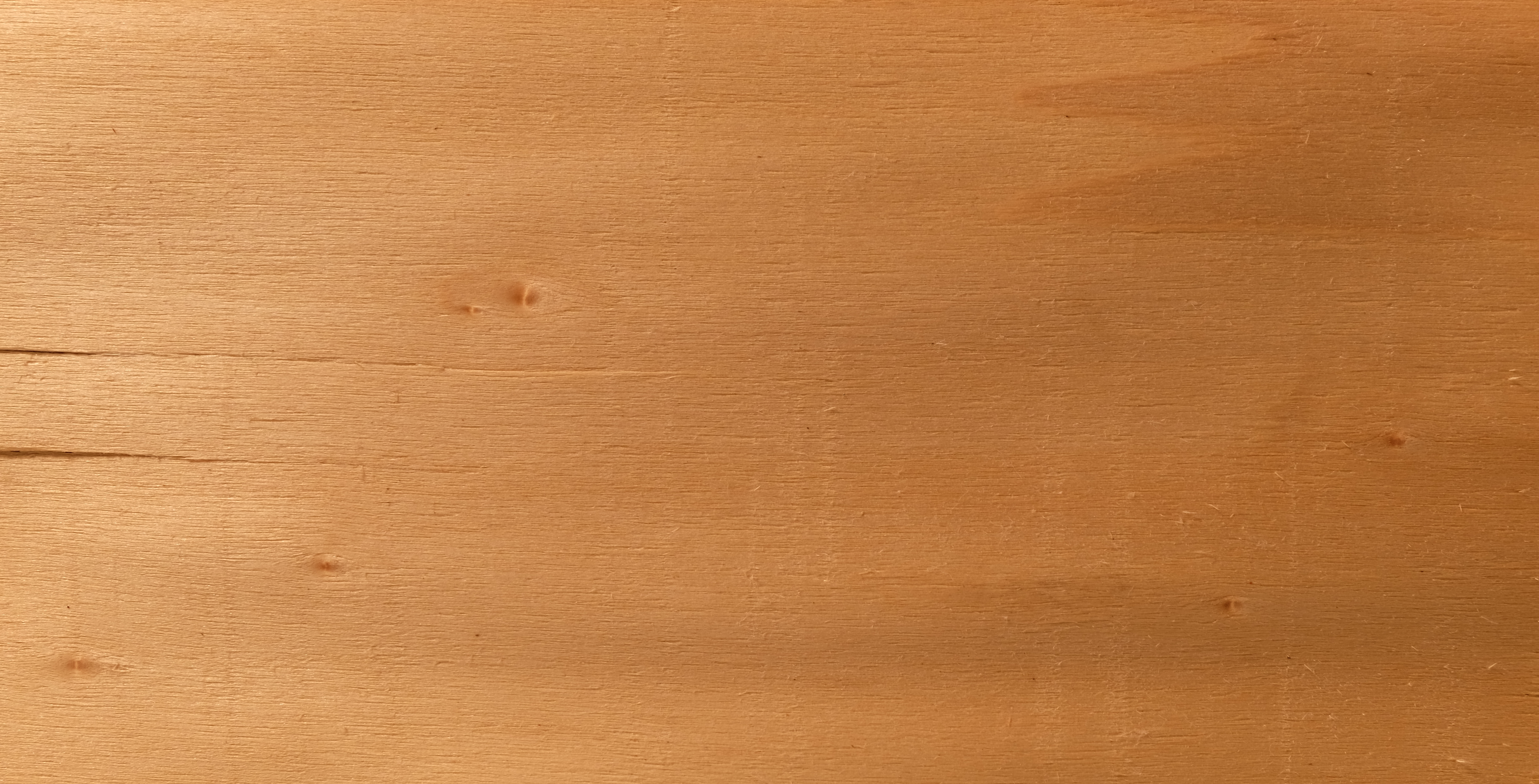
Populier
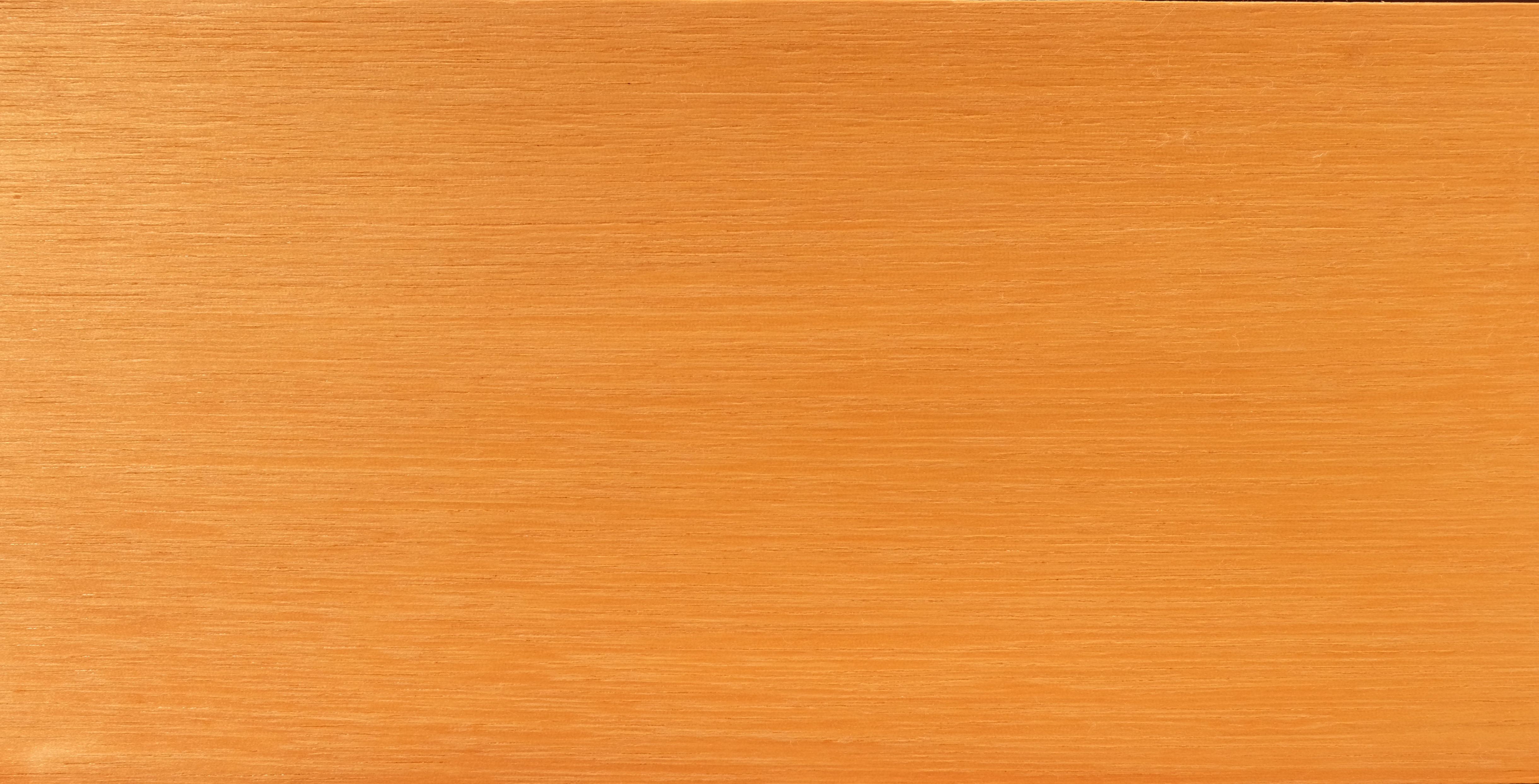
Ramin
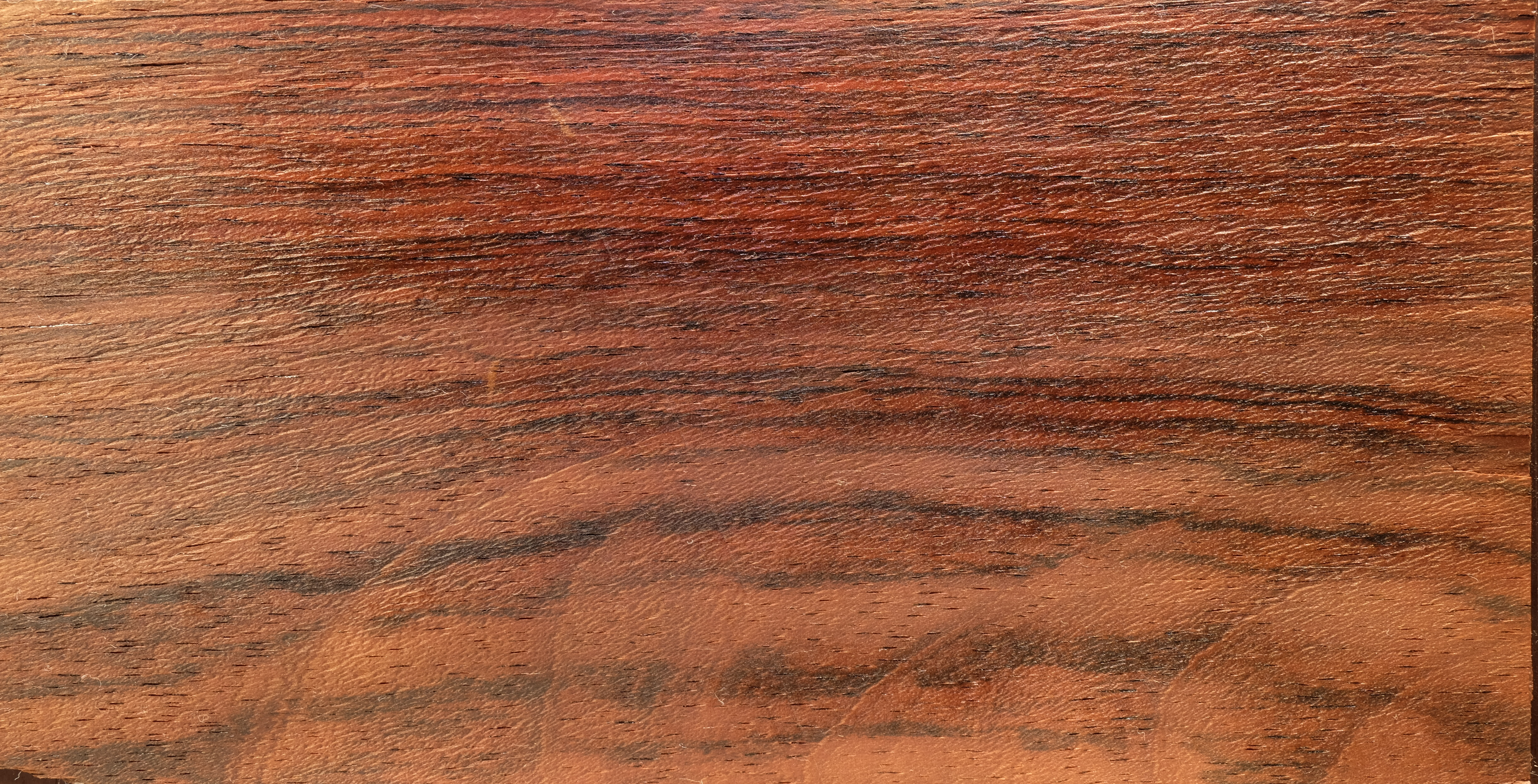
Rio-Palissander
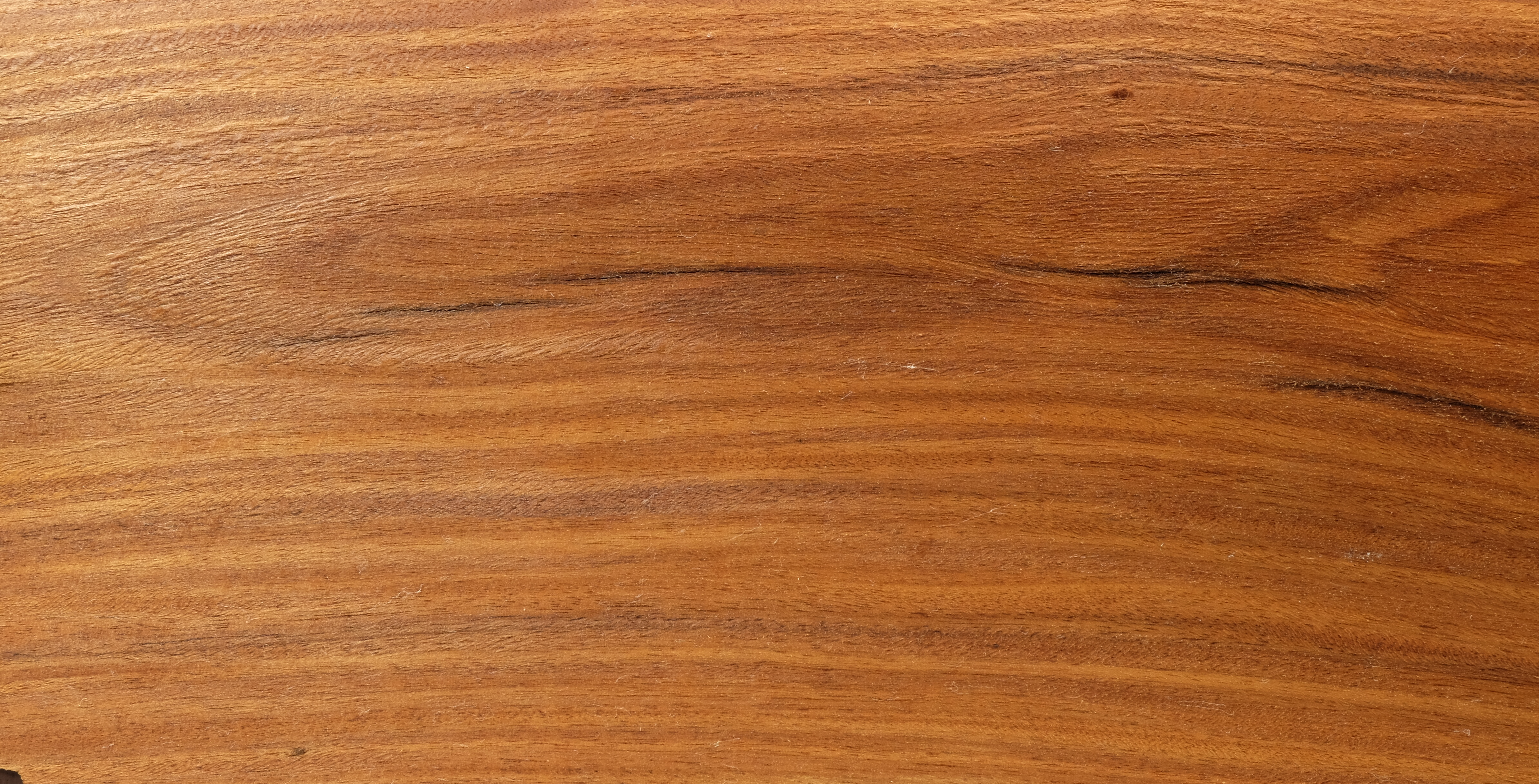
Santos Palissander
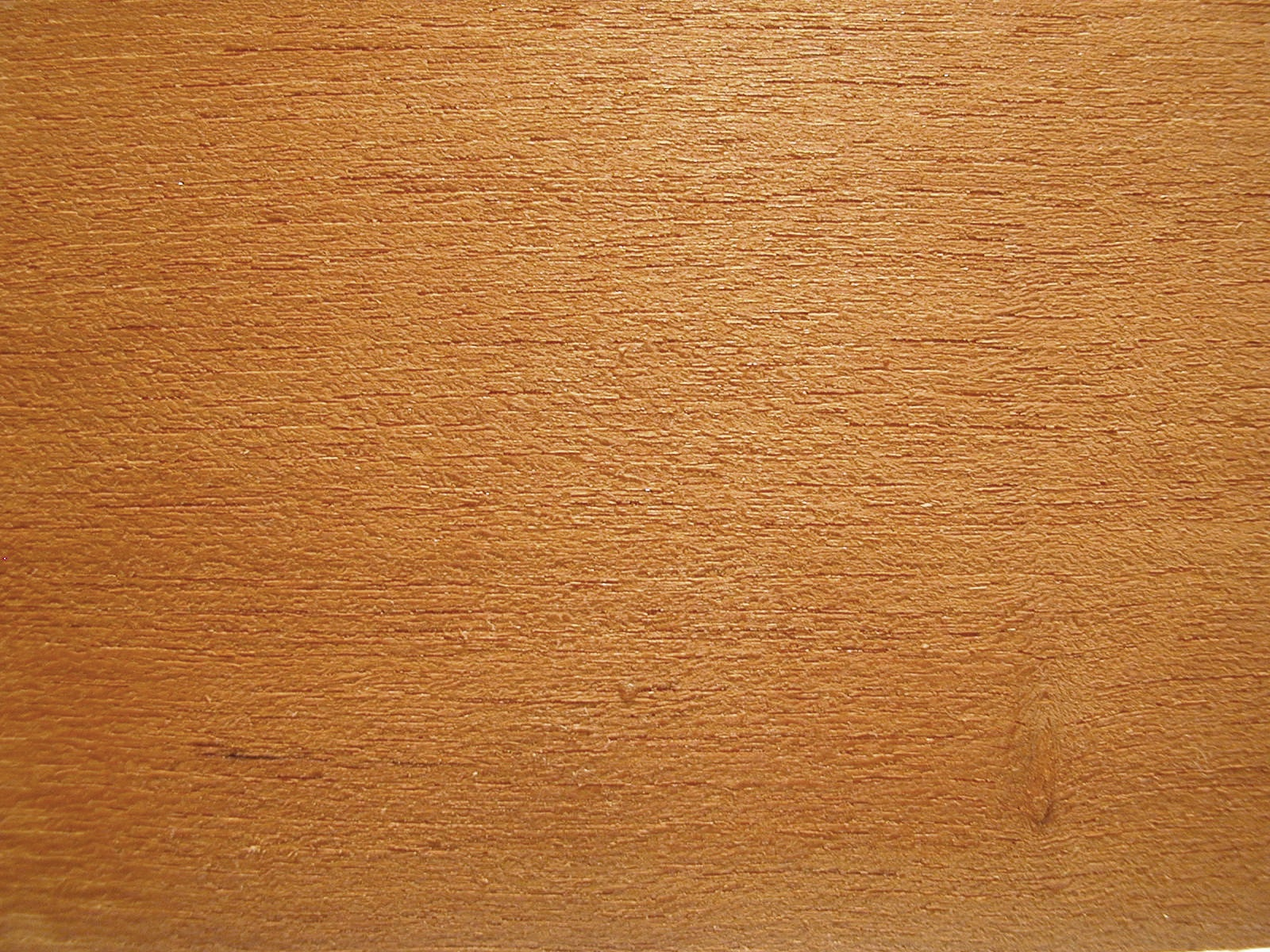
Teak
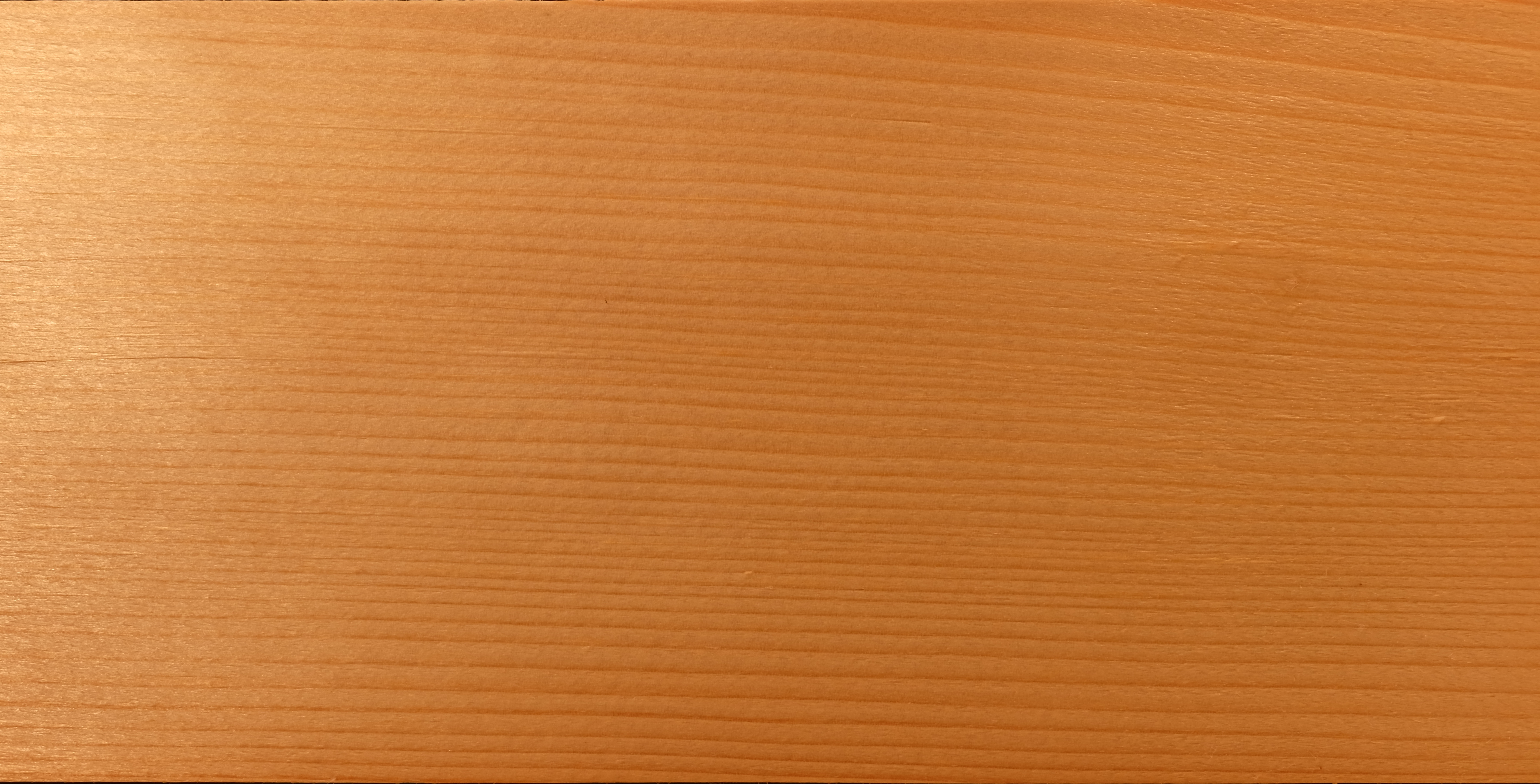
Vuren
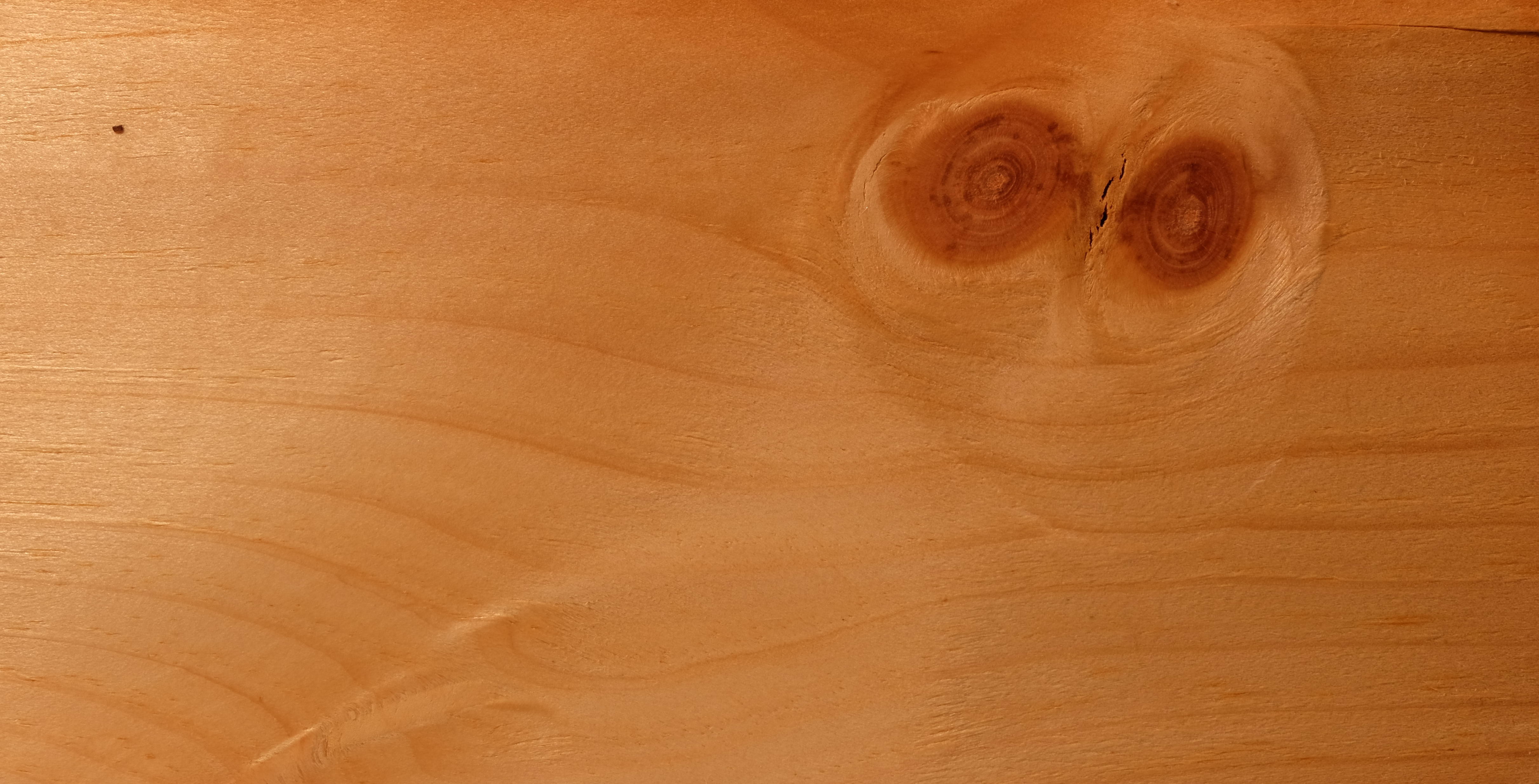
Hout van de Weymouthden
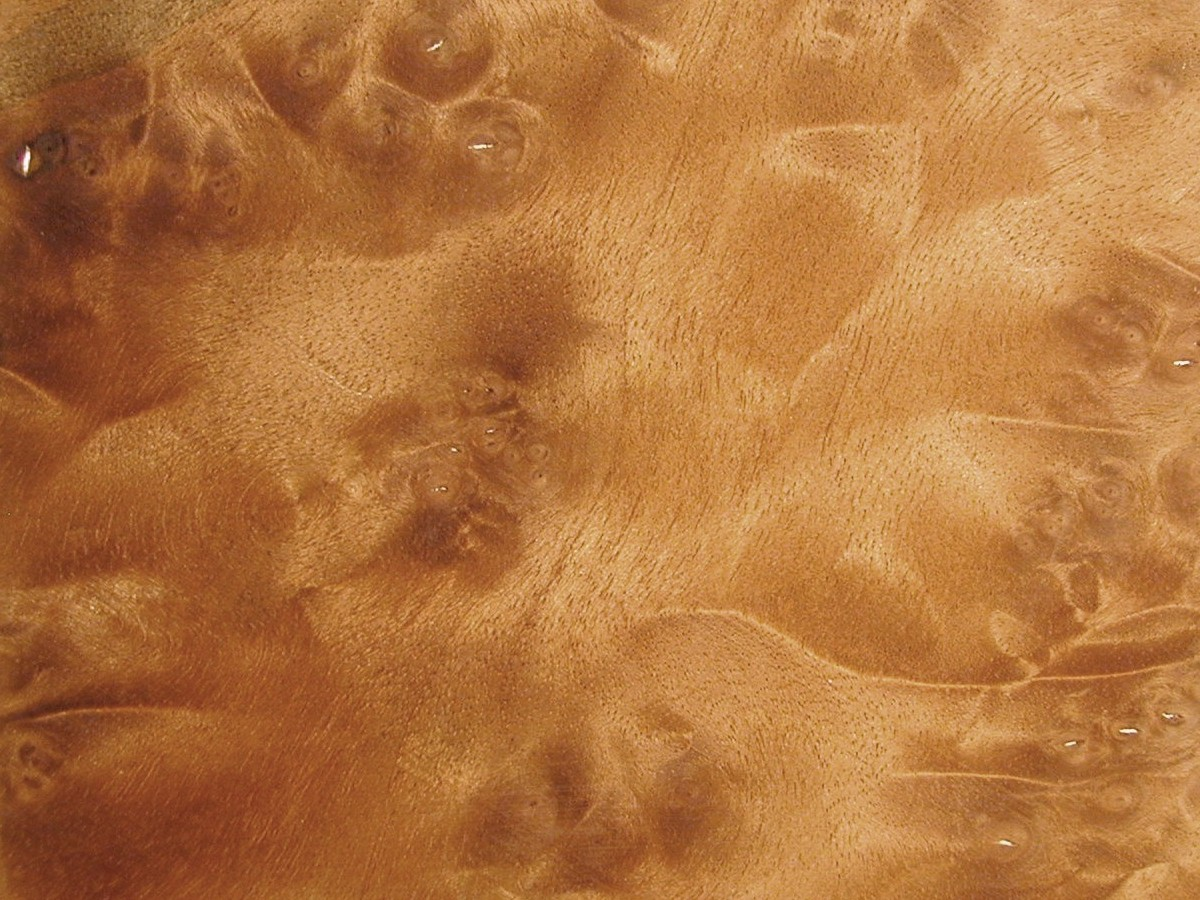
"Wortelnoten"
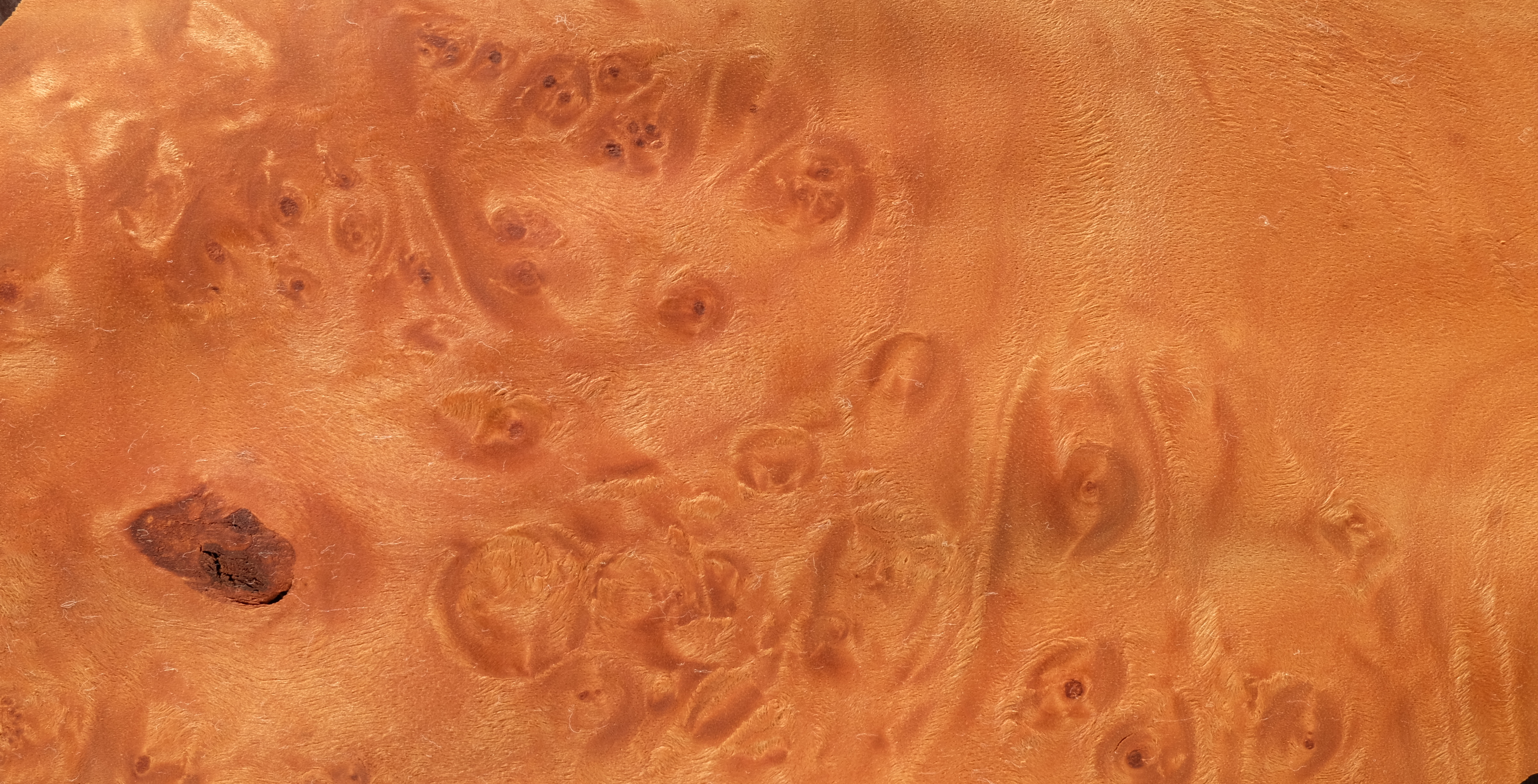
"Wortelesdoorn"
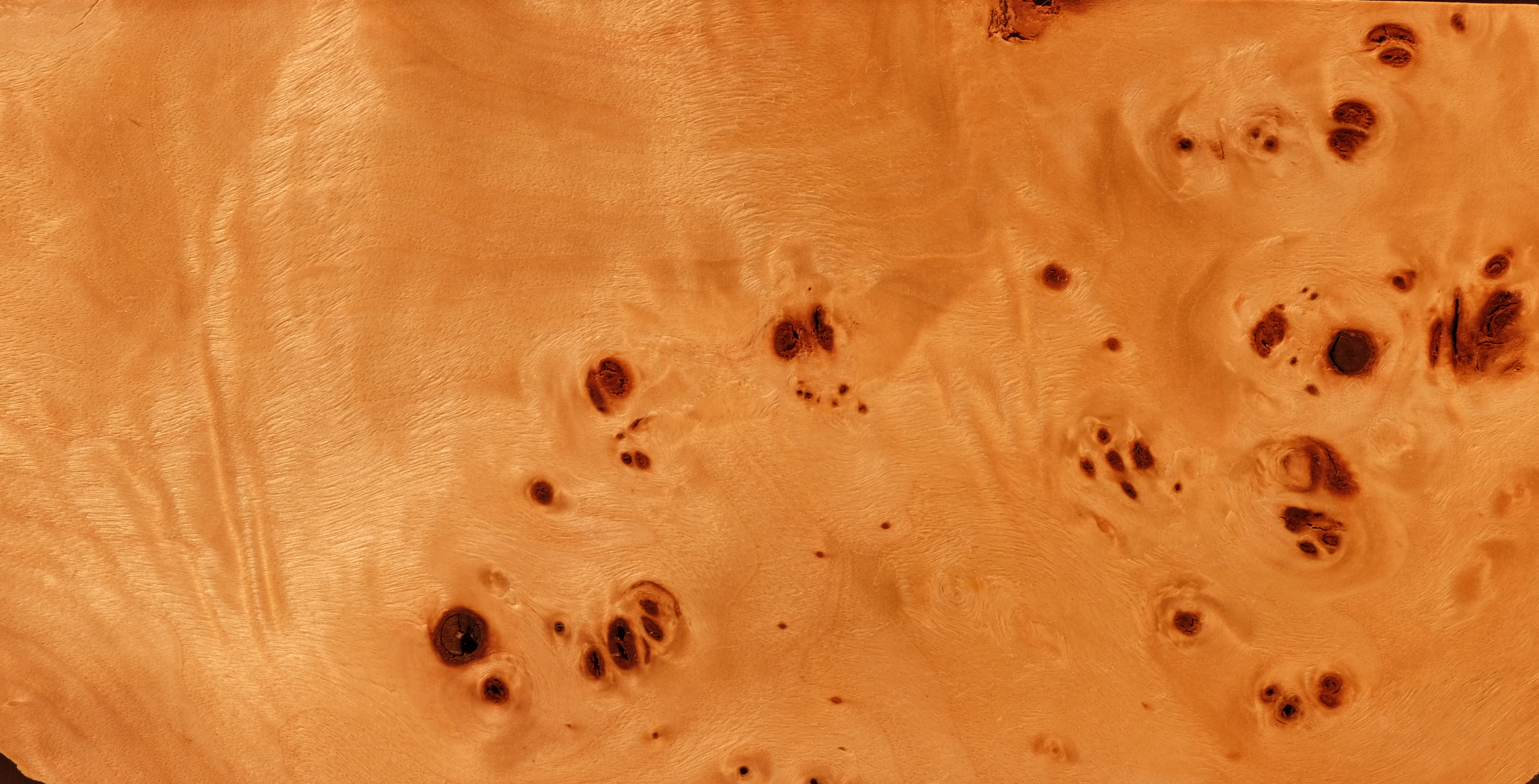
Mappa ("wortelpopulieren")
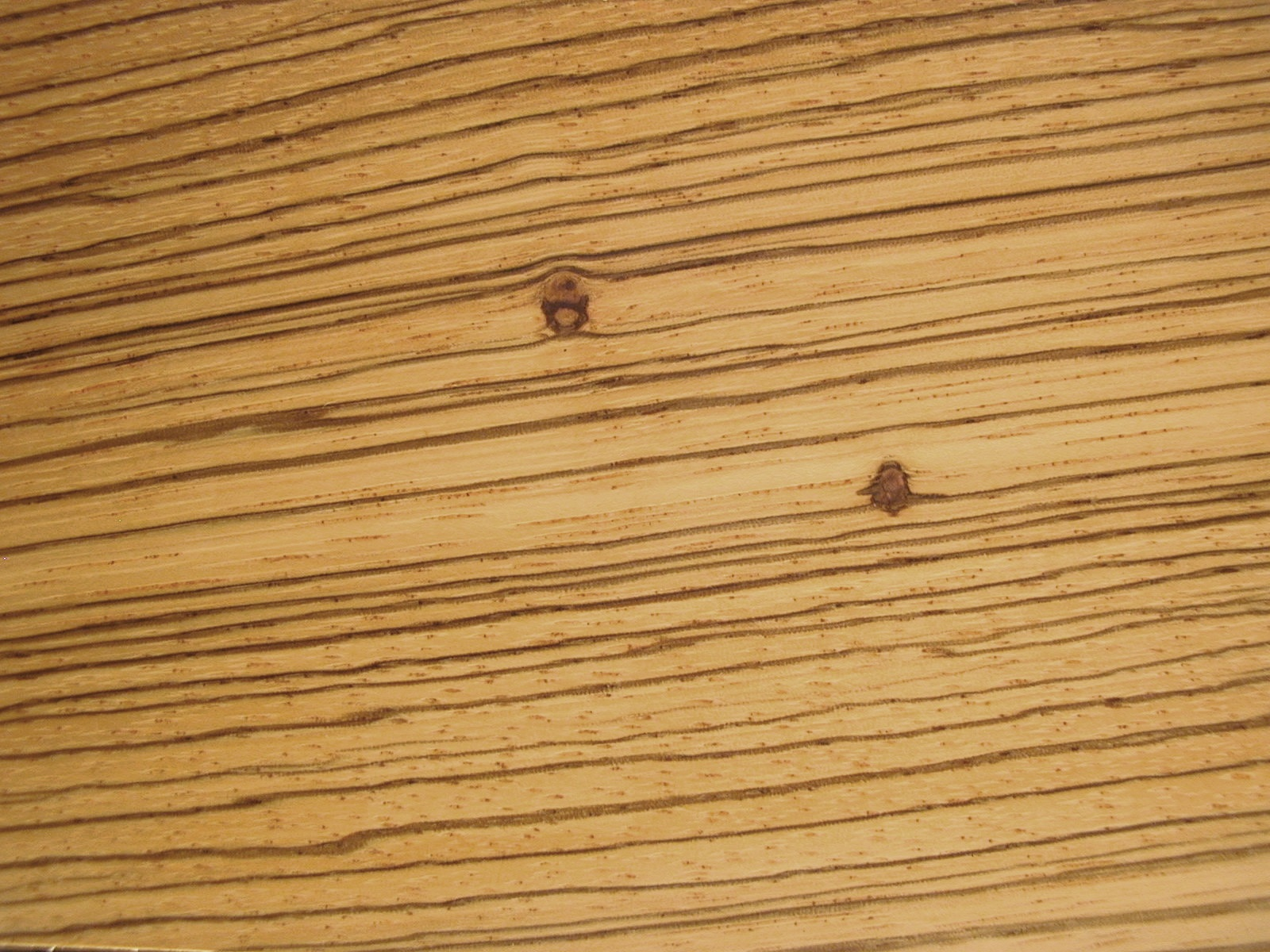
Zebrano
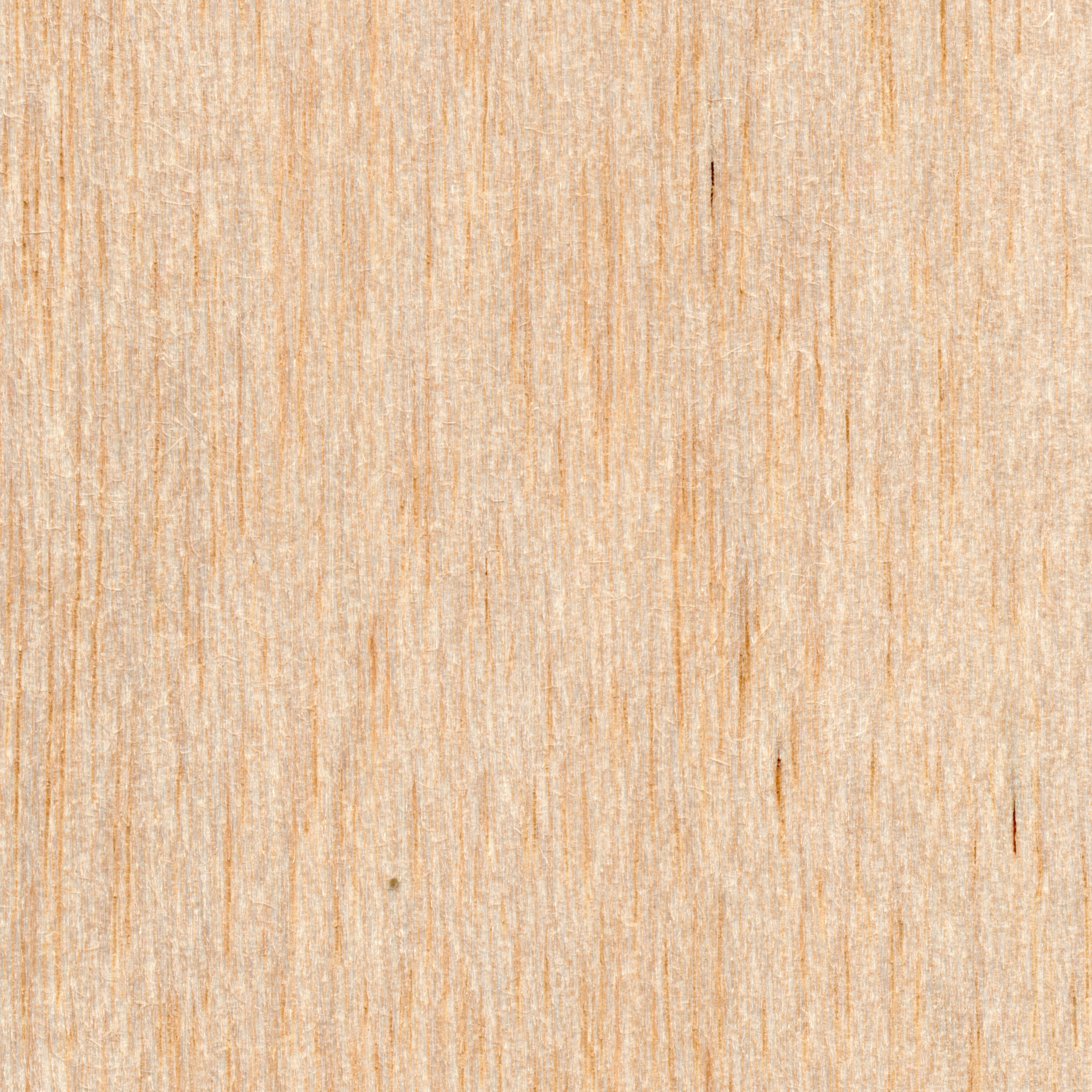
Balsahout
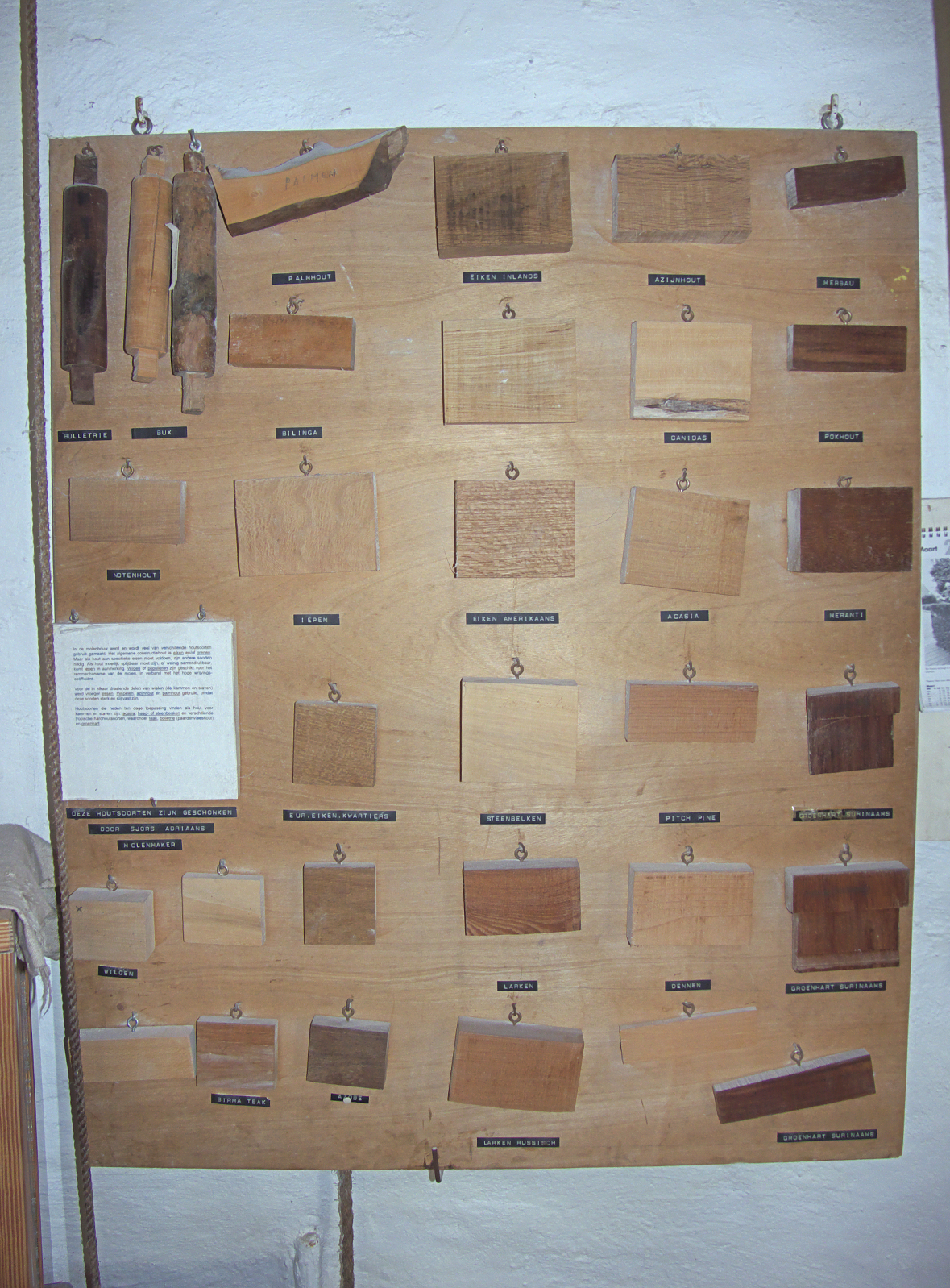
Houtsoorten gebruikt in de windmolenbouw